# Lijst van stratovulkanen
Dit is een Lijst van stratovulkanen gerangschikt naar geografische ligging. Een alfabetisch gerangschikte lijst van stratovulkanen is onderaan opgenomen.

## Afrika

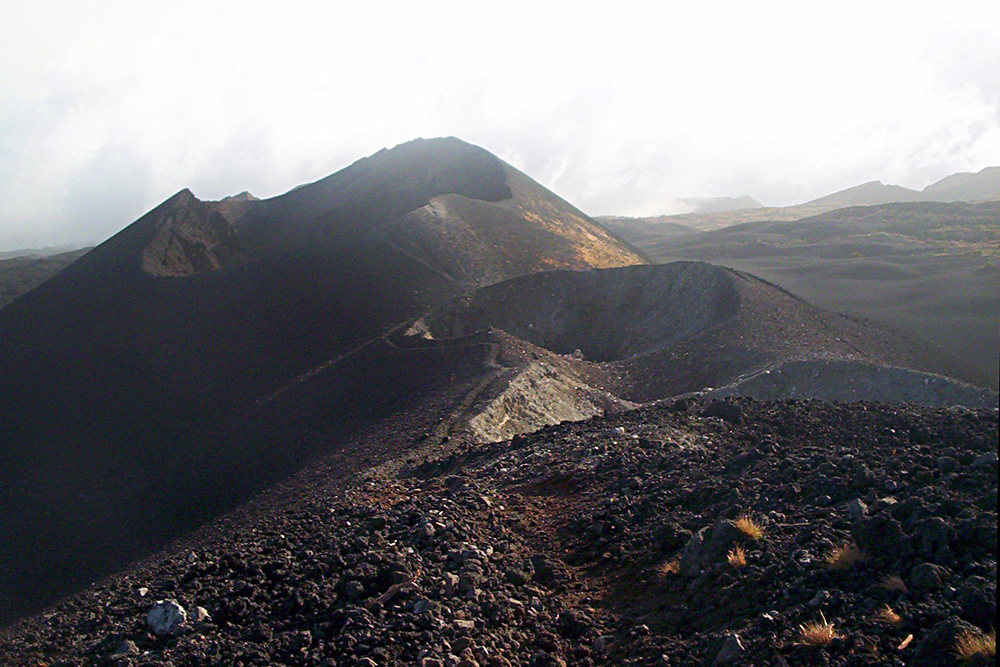
Kraters op Mount Cameroon.

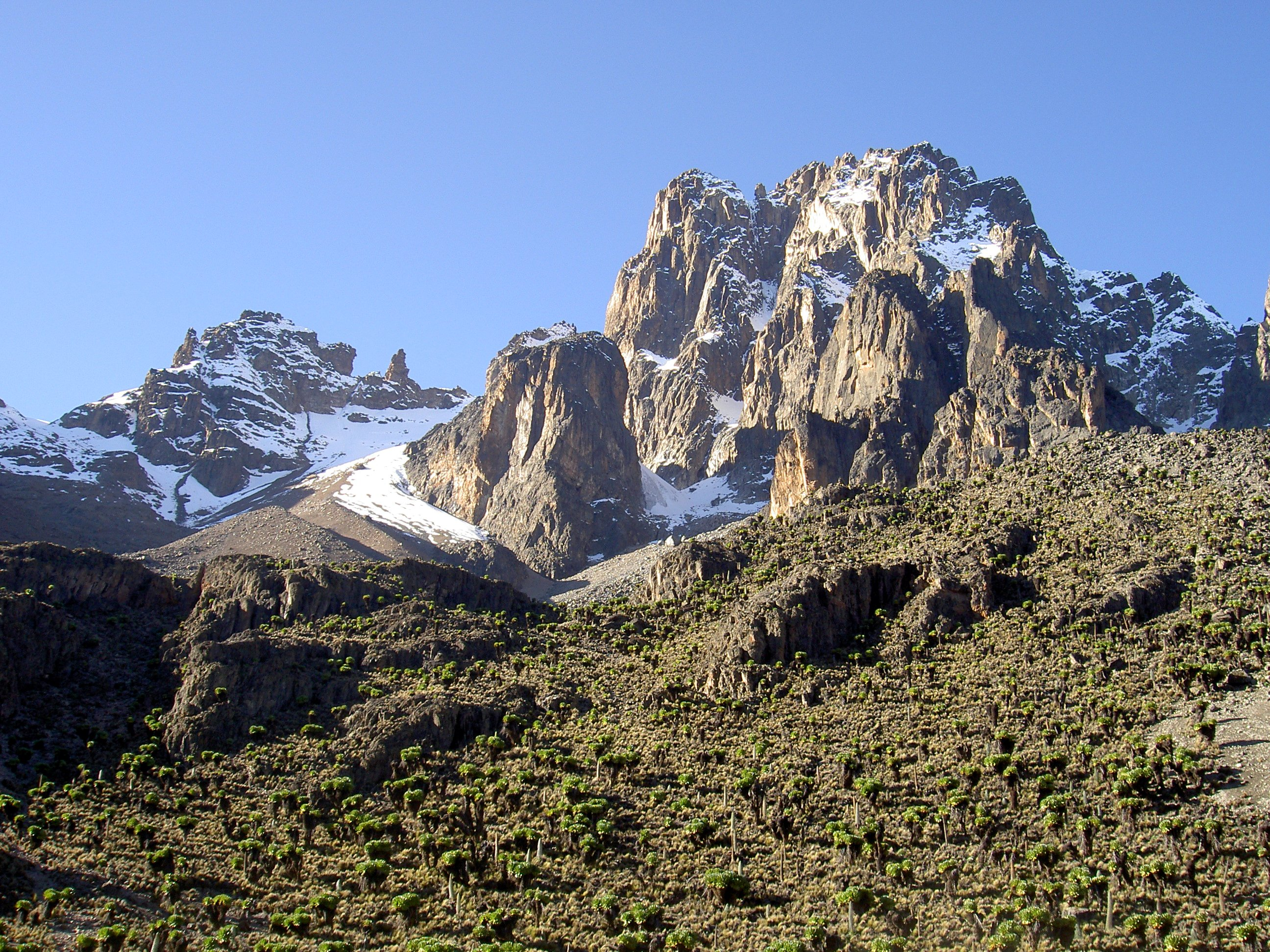
Mount Kenya in 1972.

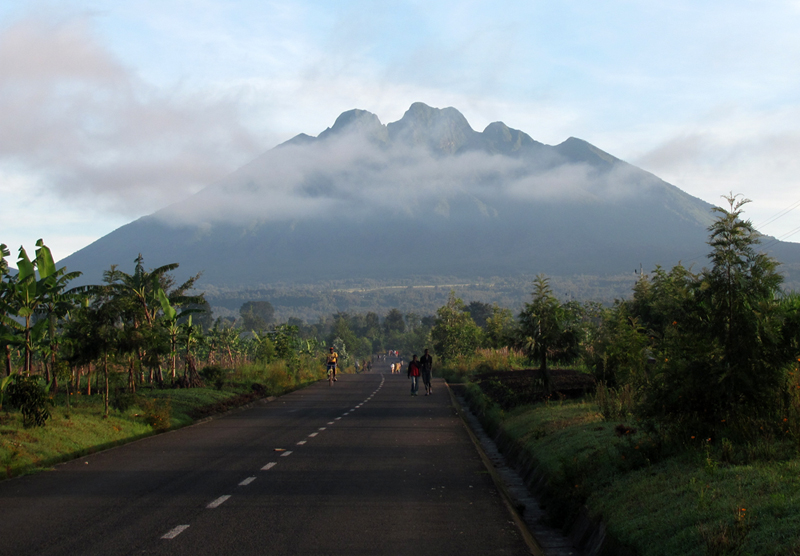
Mount Sabyinyo.

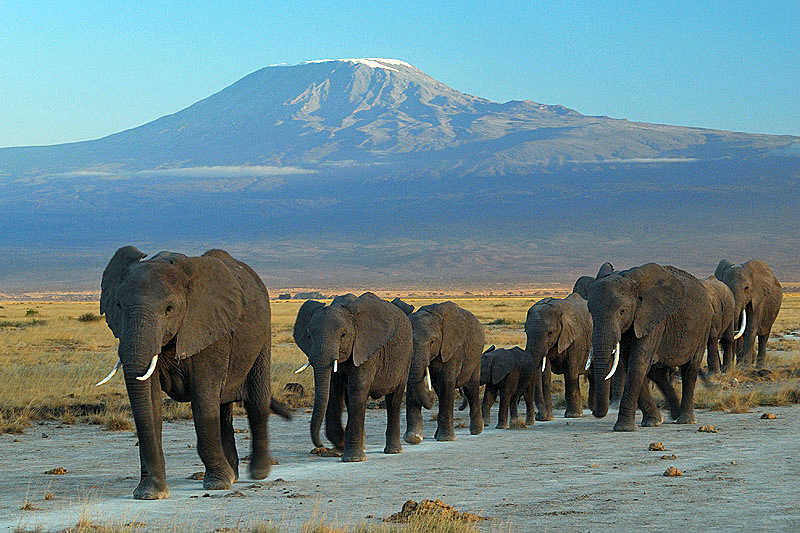
Kilimanjaro in Tanzania.

### Democratische Republiek Congo
- Nyiragongo, in Goma; een van de Vulkanen van het Decennium
- Mount Mikeno

### Eritrea
- Alid
- Dubbi
- Nabro

### Ethiopië
- Adwa
- Borawli, in Afar
- Dabbahu
- Mount Fentale

### Kameroen
- Mount Cameroon
- Mount Oku

### Kenia
- Mount Kenya
- Mount Longonot

### Rwanda
- Mount Bisoke, op de grens tussen Rwanda en Democratische Republiek Congo.
- Mount Gahinga, op de grens tussen Rwanda en Democratische Republiek Congo.
- Mount Karisimbi, op de grens tussen Rwanda en Democratische Republiek Congo.
- Mount Muhabura, op de grens tussen Rwanda en Oeganda.
- Mount Sabyinyo, markeert de grens tussen Rwanda, Democratische Republiek Congo en Oeganda.

### Tanzania
- Ol Doinyo Lengai, 's werelds enige actieve vulkaan die carbonatietlava produceert.
- Kilimanjaro, een slapende stratovulkaan; hoogste punt van Afrika.
- Mount Meru

### Mid-Atlantische Rug
- Ponta do Pico op Pico, Azoren, Portugal
- El Teide op Tenerife, Canarische Eilanden, Spanje; een van de Vulkanen van het Decennium.
- Cumbre Vieja op La Palma,  Canarische Eilanden, Spanje
- Pico do Fogo op Fogo, Kaapverdië
- Green Mountain, Ascension (eiland)

## Amerika

### Caribisch gebied

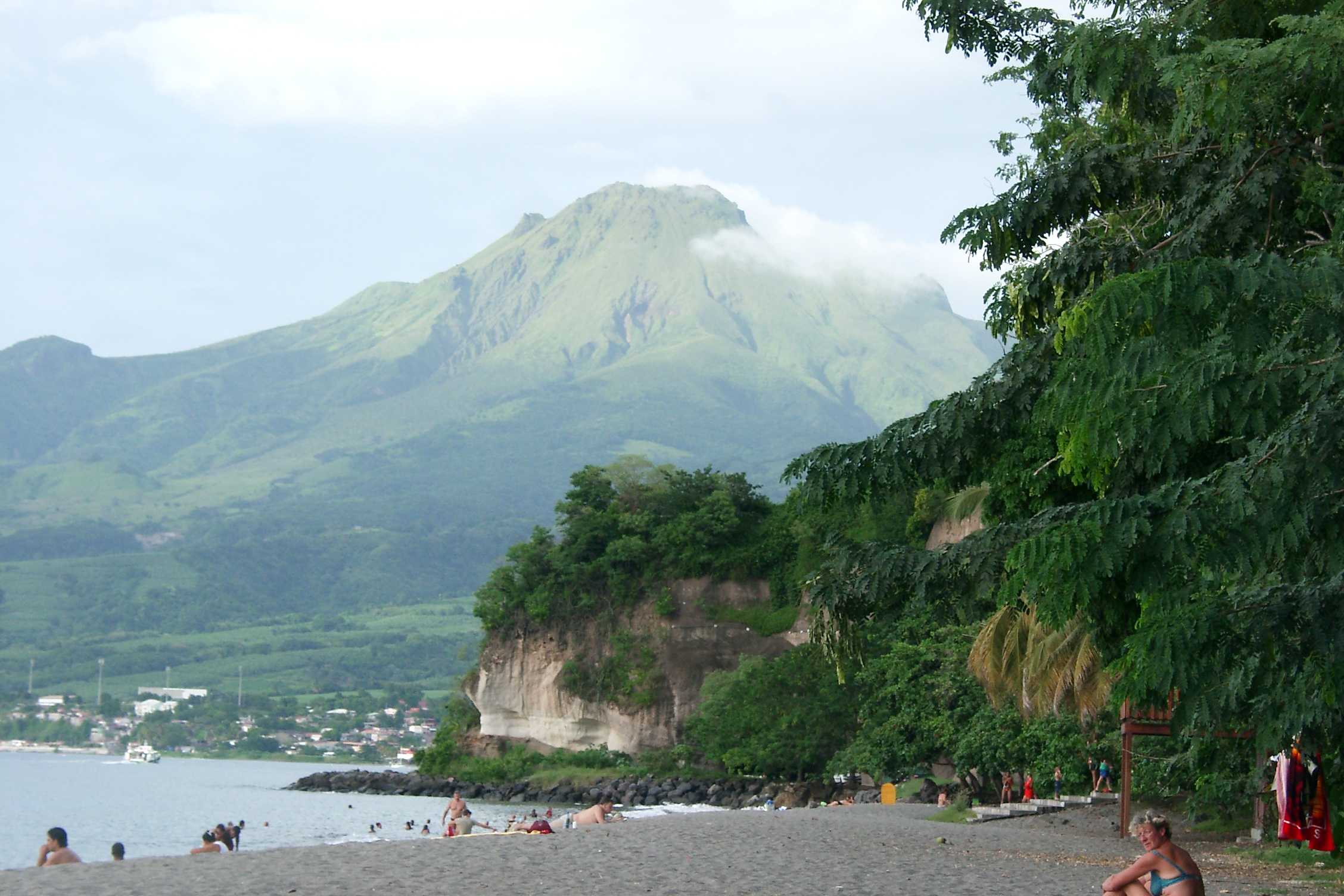
Mont Pelée, Martinique.

- Mount Scenery, op Saba, Caribisch Nederland
- The Quill, op Sint Eustatius, Caribisch Nederland
- Mount Liamuiga, op het eiland Saint Kitts in Saint Kitts en Nevis
- Nevis Peak, op het eiland Nevis in Saint Kitts en Nevis
- Soufrière, op het eiland Montserrat. De eruptie van 1995 leidde tot de evacuatie van de hoofdstad Plymouth.
- La Grande Soufrière, op het eiland Basse-Terre in Guadeloupe.
- Morne Diablotins, op Dominica
- Morne Watt, op Dominica
- Mont Pelée, op Martinique. De eruptie van 8 mei 1902 verwoestte de hoofdstad Saint-Pierre, waarbij meer dan 30.000 inwoners de dood vonden.
- La Soufrière, op Saint Vincent en de Grenadines

### Centraal-Amerika

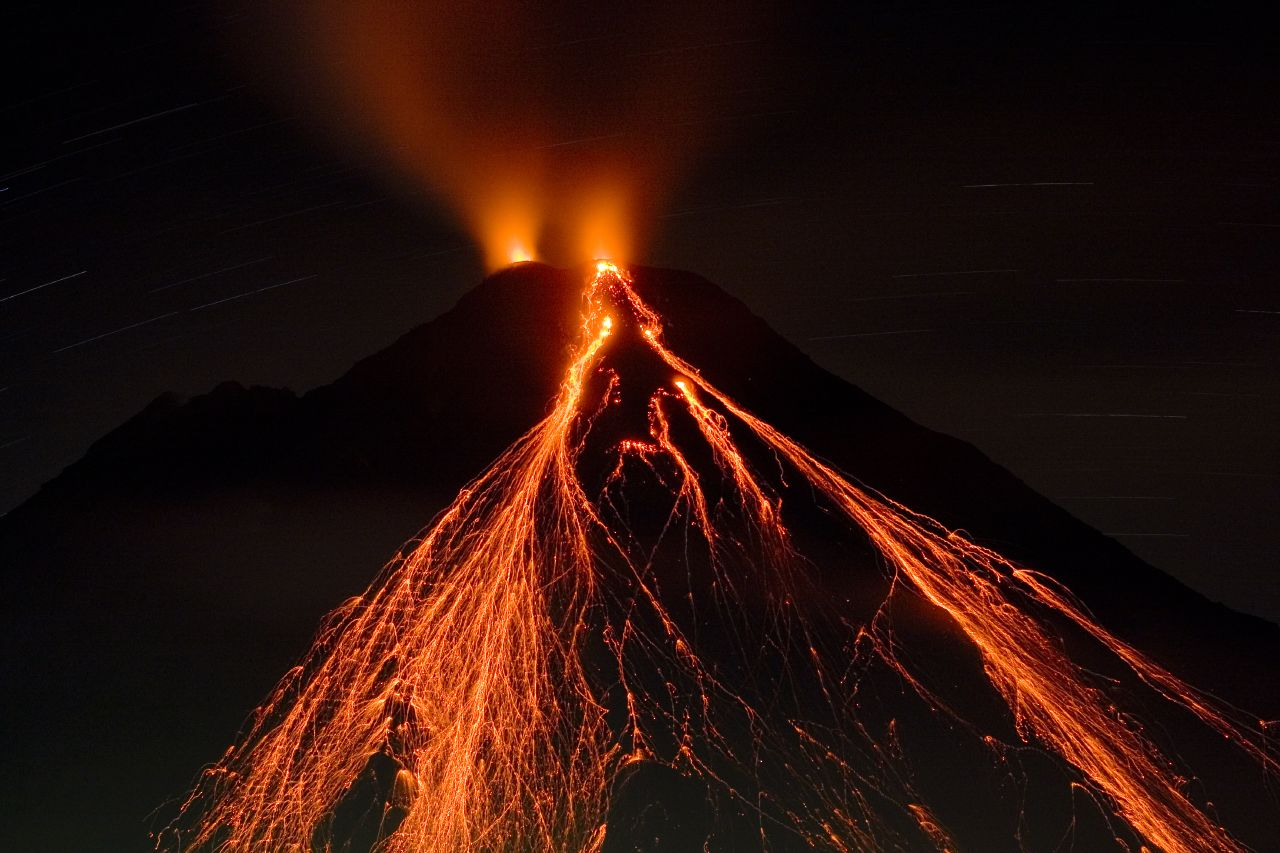
Arenal in november 2006.

#### Costa Rica
- Arenal, Chato en Poás in de provincie Alajuela
- Irazu en Turrialba in de provincie Cartago

#### El Salvador

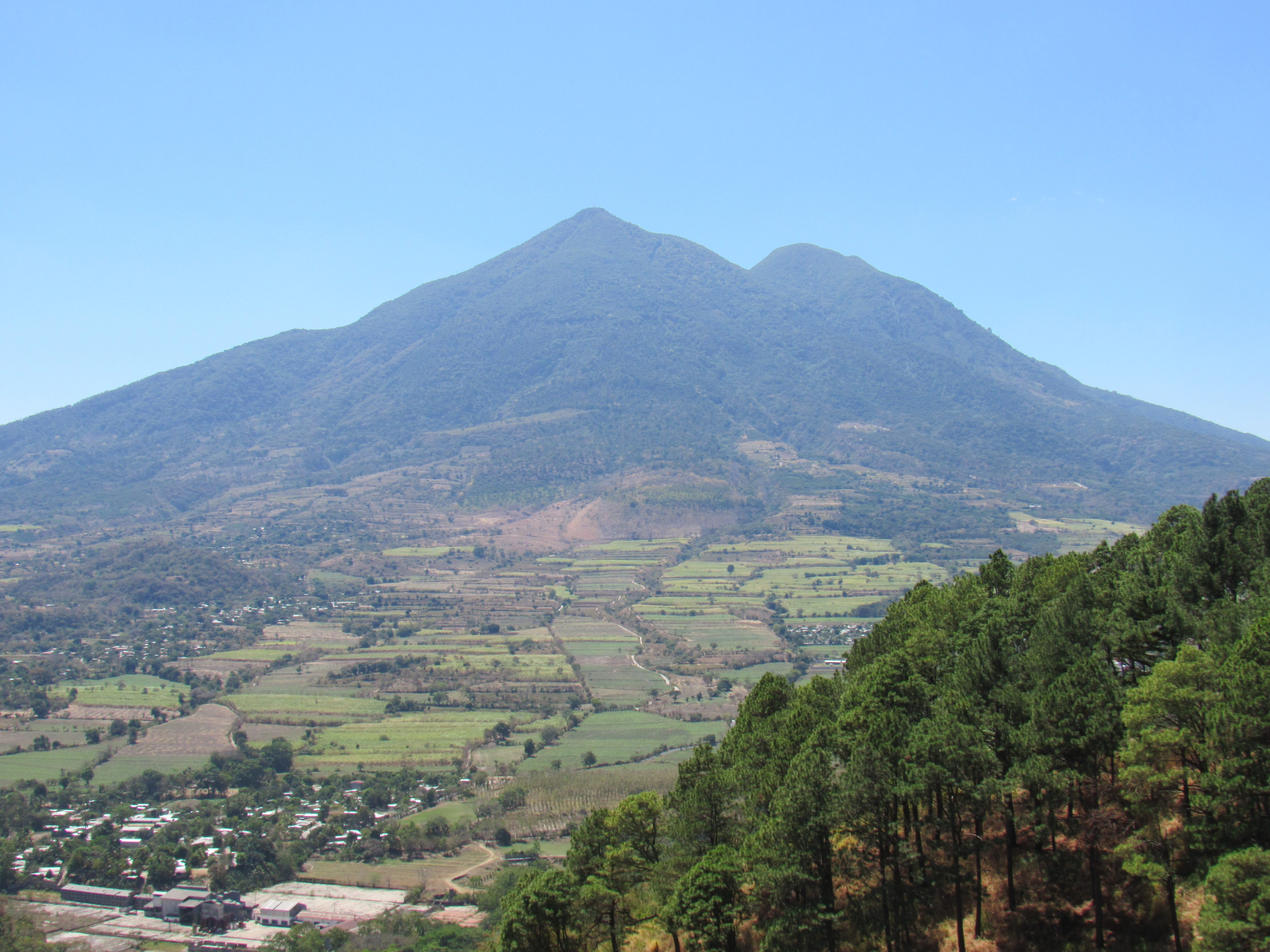
San Vicente (Chichontepec)

- San Miguel en Chinameca in het departement San Miguel

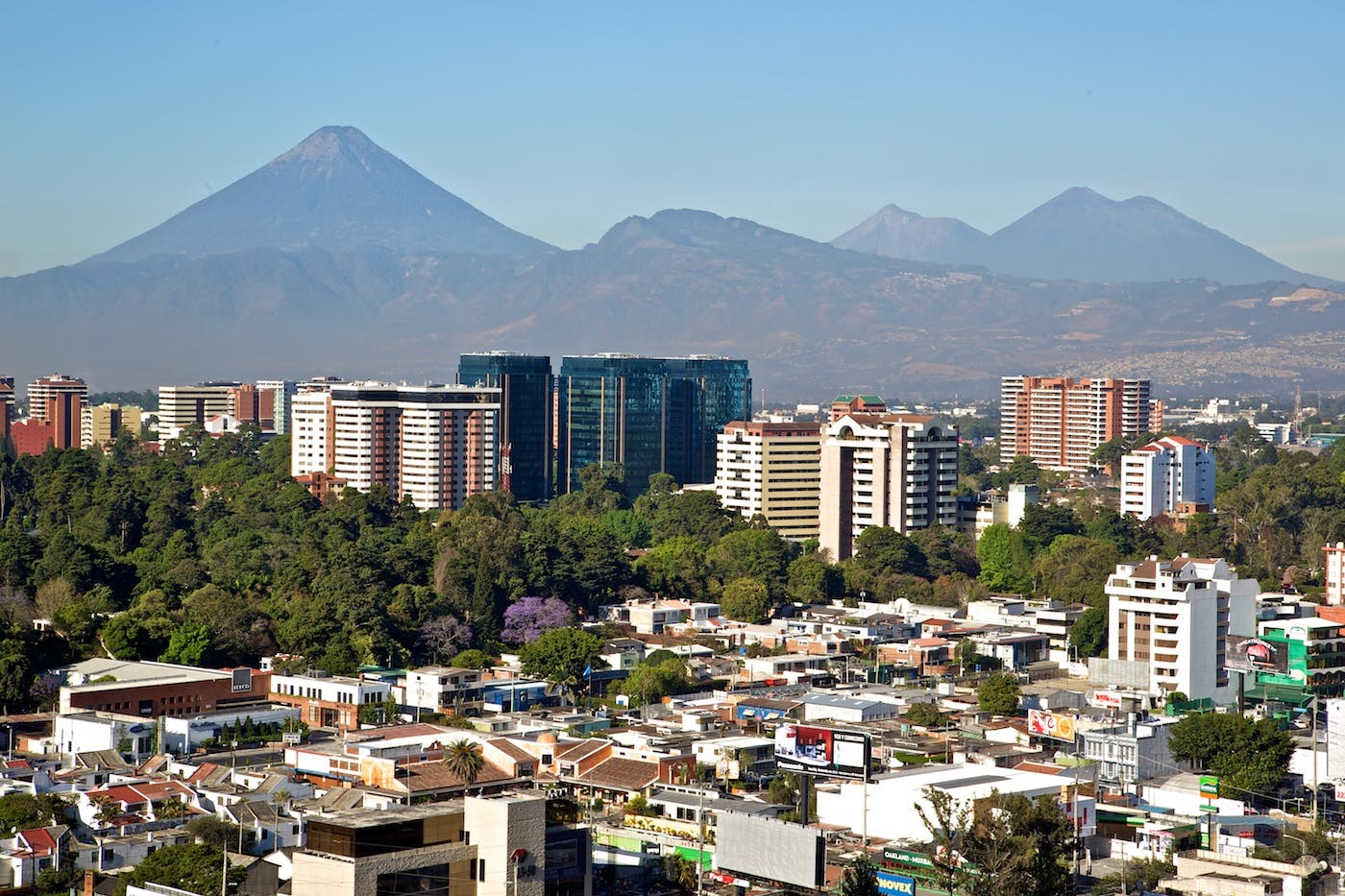
(van links naar rechts) De vulkanen Agua, Fuego en Acatenango, gezien vanuit Guatemala-Stad.

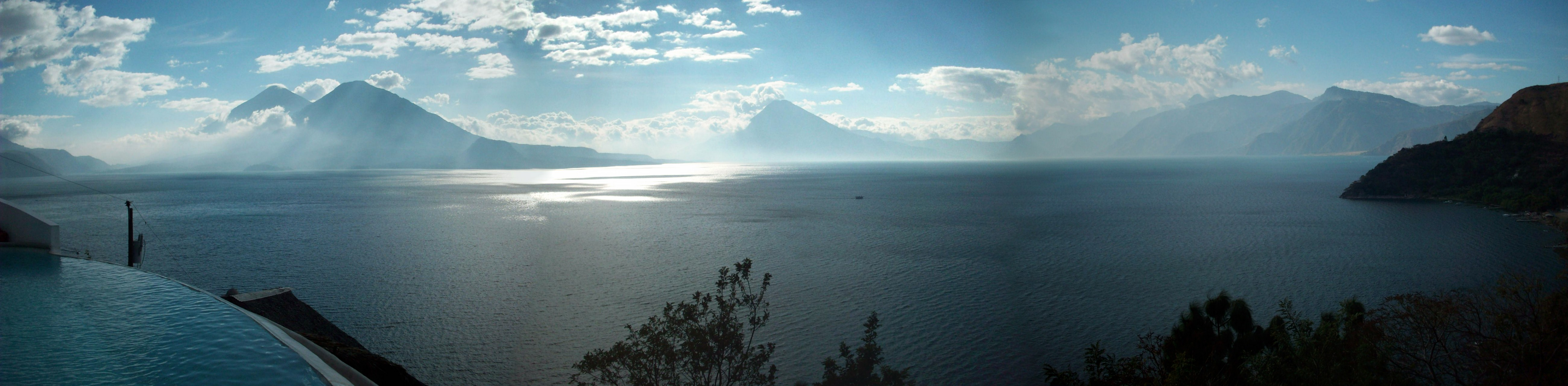
Meer van Atitlán met de vulkanen Atitlán, Tolimán en San Pedro.

- Santa Ana
- Chichontepec (San Vicente)
- Guazapa
- Taburete
- Izalco

#### Guatemala
- Tacaná, op grens tussen Guatemala en Mexico
- Tajumulco, met zijn 4220 meter het hoogste punt in Centraal-Amerika
- Cerro Quemado
- Santa María, een van de Vulkanen van het Decennium. Na de "kolossale" (VEI-6) eruptie van 1902, is een actieve lavakoepel ontstaan die Santiaguito wordt genoemd.
- Siete Orejas
- San Pedro
- Atitlán
- Tolimán
- Acatenango
- Volcán de Fuego
- Volcán de Agua
- Pacaya
- Tecuamburro
- Tahual
- Jumay
- Ipala
- Suchitán
- Moyuta
- Chingo, op de grens tussen Guatemala en El Salvador

#### Honduras
- Isla Zacate Grande
- El Tigre

#### Nicaragua

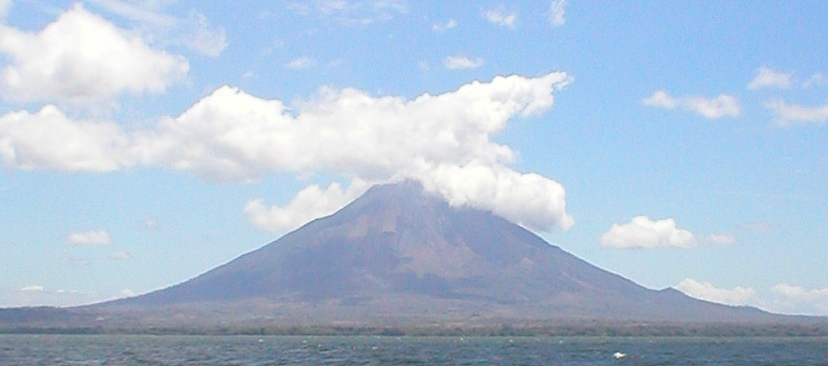
Concepción in Nicaragua.

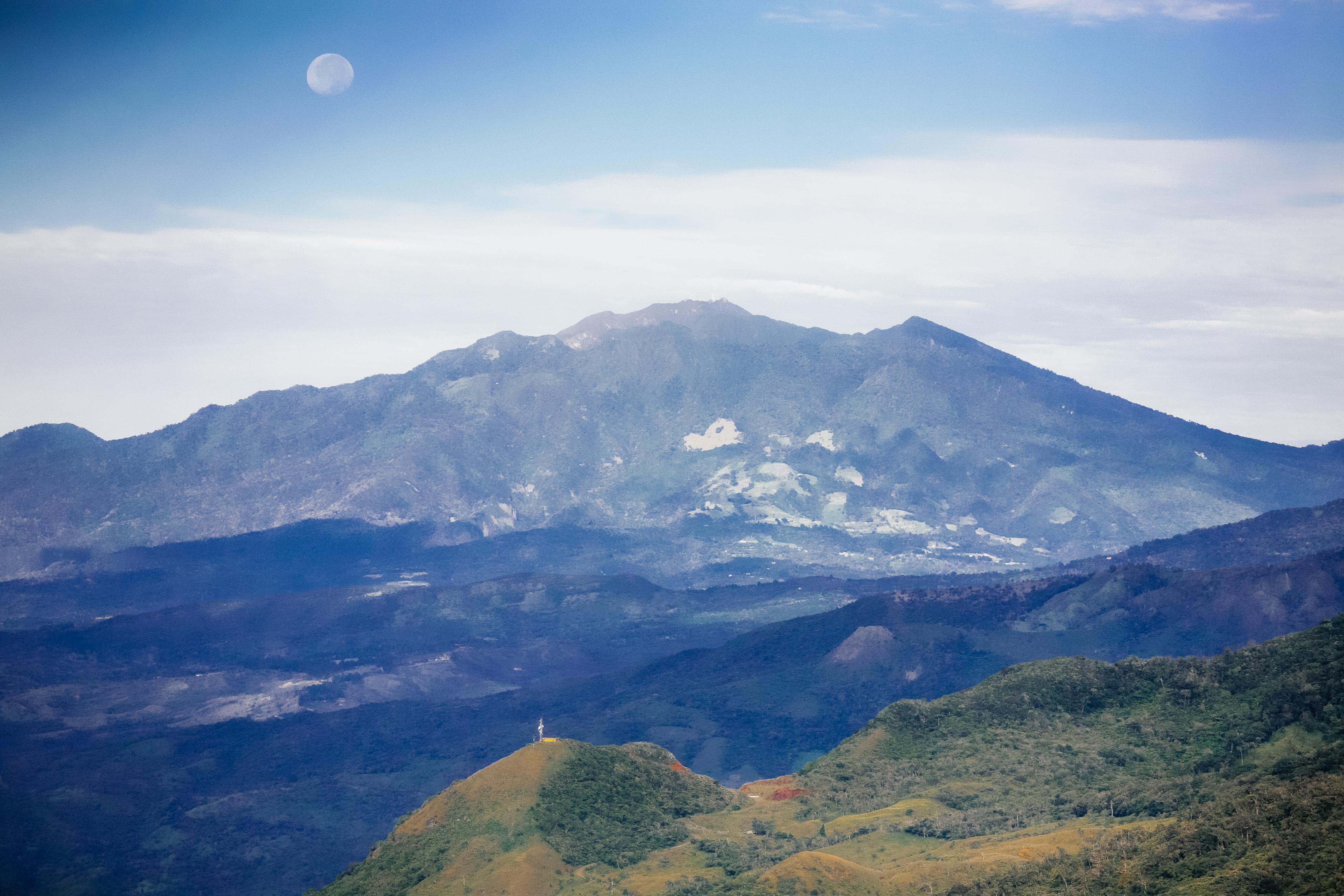
Barú in Panama.

- Concepción
- Cosigüina
- Momotombo
- Maderas
- Mombacho
- Rota
- San Cristóbal
- Telica

#### Panama
- Volcán Barú
- El Valle
- La Yeguada

### Noord-Amerika

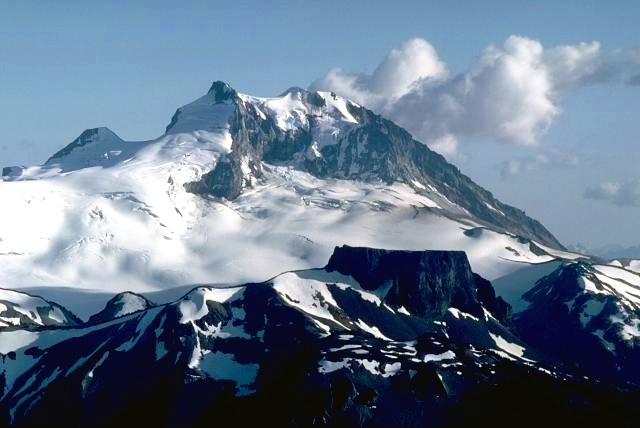
Mount Garibaldi, Canada.

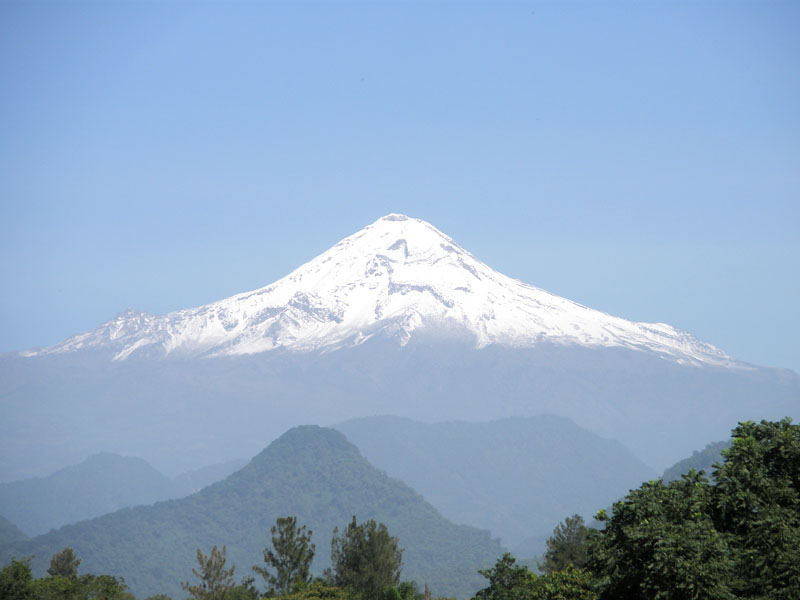
Pico de Orizaba, Mexico.

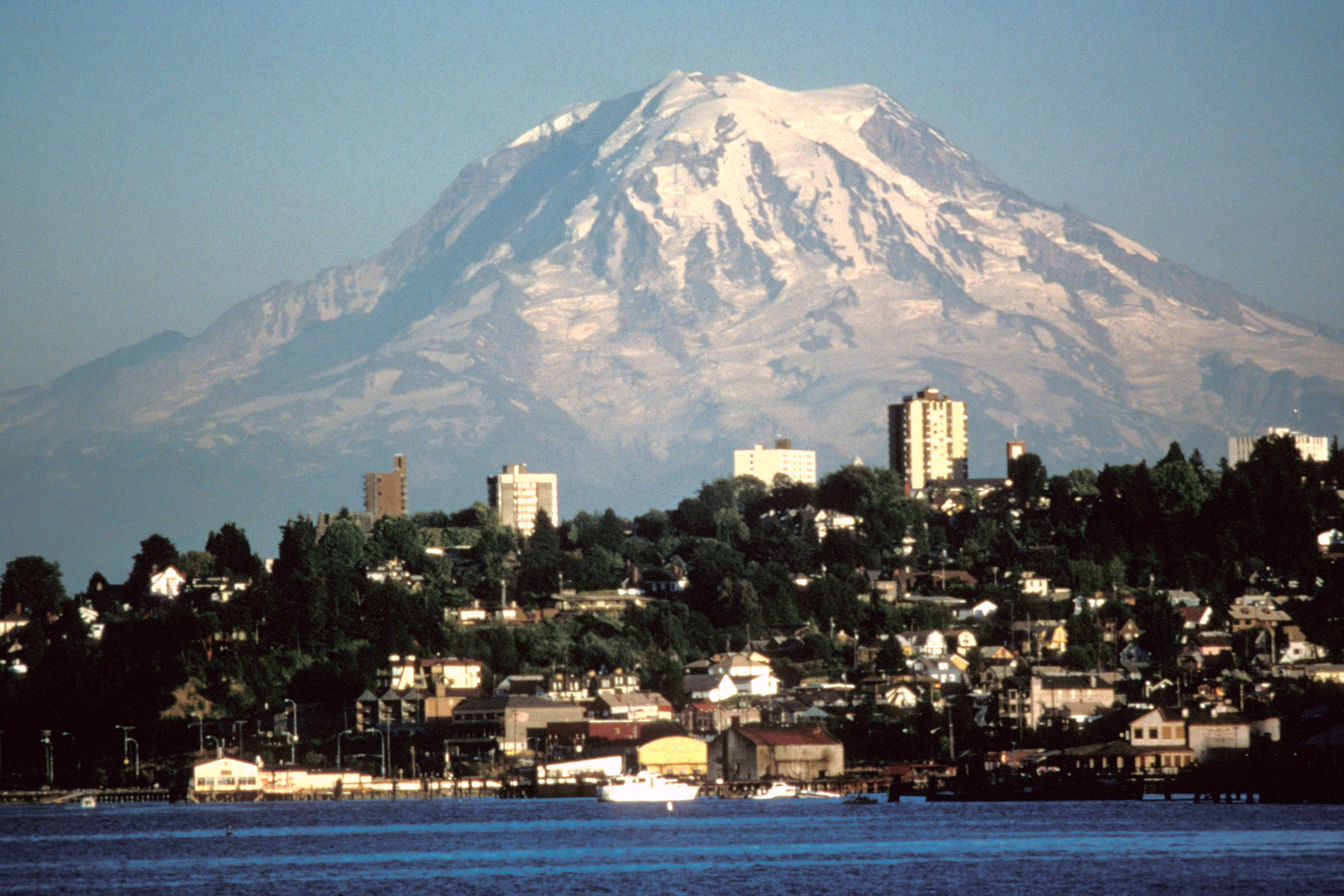
Mount Rainier, Washington.

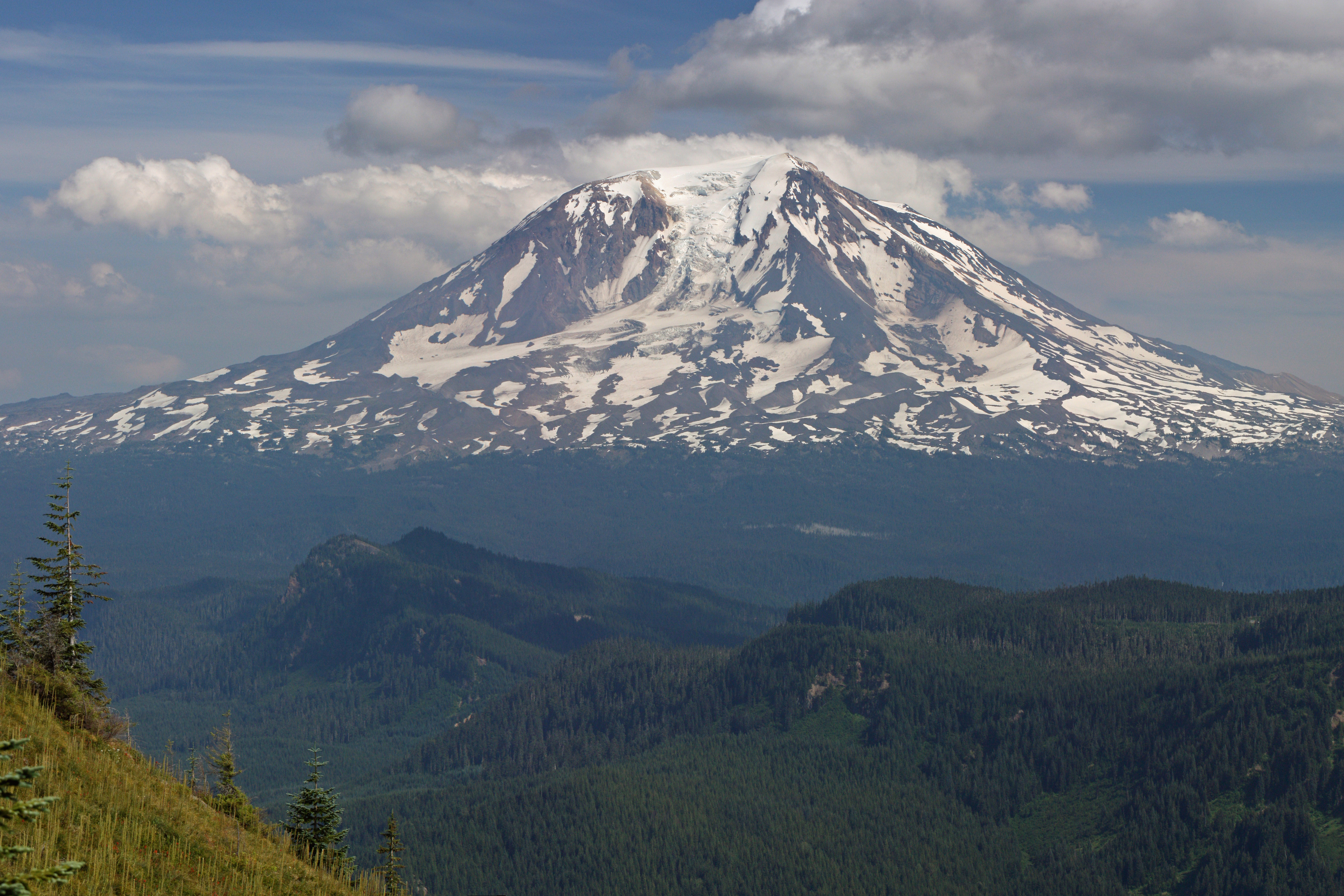
Mount Adams, Washington.

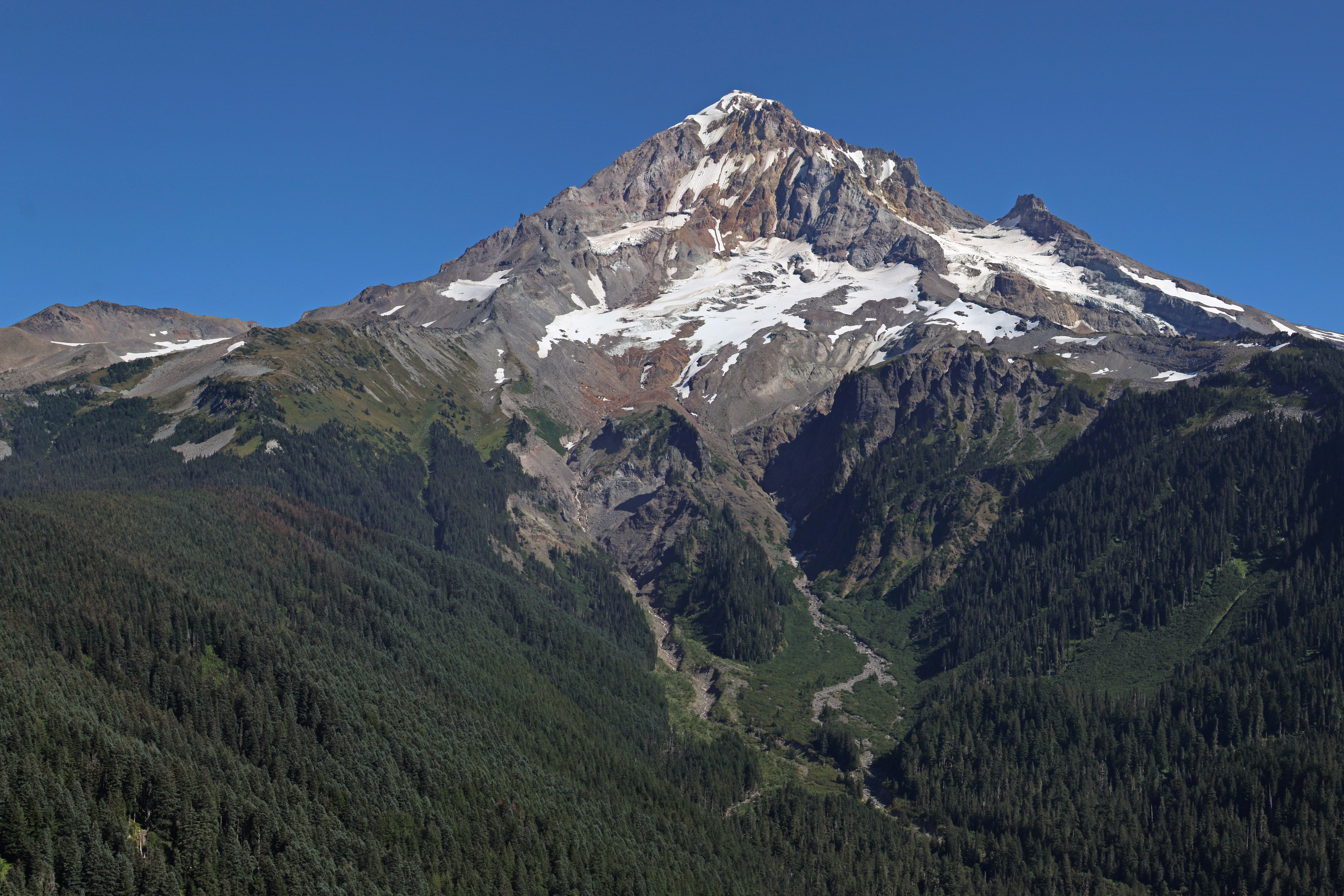
Mount Hood, Oregon.

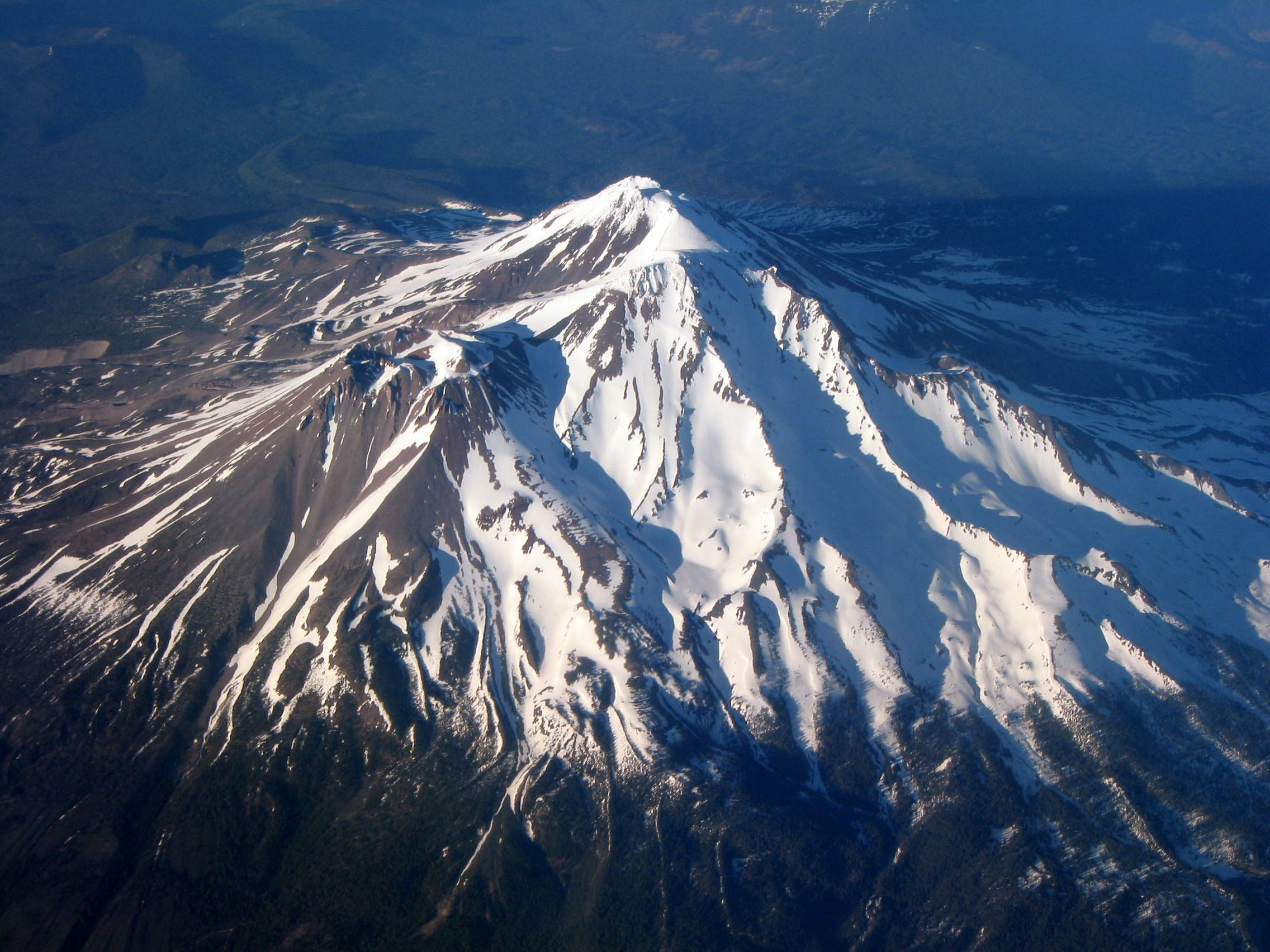
Mount Shasta, Californië.

#### Canada

##### Northwest Territories/Nunavut
- Back River volcanic complex

##### NoordelijkBrits-Columbia
- Hoodoo Mountain
- Mount Edziza

##### ZuidelijkBrits-Columbia
- Mount Boucherie
- Mount Cayley massif, zie ook Mount Cayley-vulkaanveld.
- Mount Garibaldi
- Mount Meager massif. Ongeveer 2400 jaar geleden vond hier de recentste grootschalige catastrofale eruptie in Canada plaats.
- Mount Price
- The Black Tusk
- Coquihalla Mountain

#### Mexico
- Popocatépetl, 70 km ten zuidoosten van Mexico-Stad
- Cerro Tláloc
- Cofre de Perote
- Colima, in Jalisco; een van de Vulkanen van het Decennium
- Iztaccíhuatl
- La Malinche
- Nevado de Toluca
- Pico de Orizaba
- Sierra Negra
- Tequilavulkaan

#### Verenigde Staten

##### Alaska
- Mount Akutan
- Augustine, Cook Inlet
- Mount Bona
- Mount Churchill
- Mount Cleveland
- Frosty Peak Volcano
- Katmai, in het Katmai National Park
- Korovin
- Mount Mageik
- Mount Pavlof
- Mount Redoubt
- Mount Shishaldin
- Mount Vsevidof

##### Washington
- Mount Baker
- Glacier Peak
- Mount Rainier, een van de Vulkanen van het Decennium
- Mount St. Helens
- Mount Adams

##### Oregon
- Mount Hood
- Mount Jefferson
- Black Butte
- The Three Sisters
- Broken Top
- Mount Bachelor
- Mount Scott (Klamath County)
- Mount McLoughlin

##### Californië
- Mount Shasta

##### Arizona
- San Francisco Mountain

##### New Mexico
- Mount Taylor

### Zuid-Amerika

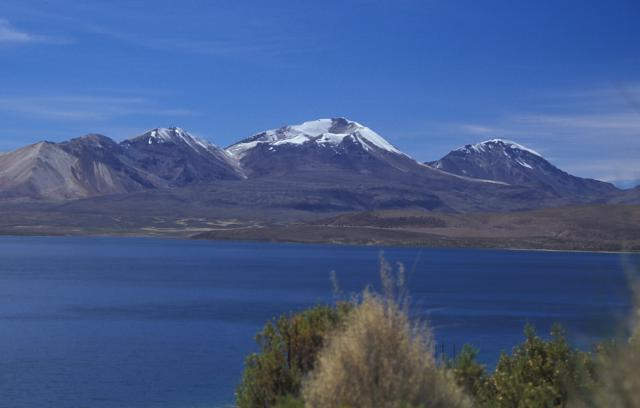
Acotango

#### Bolivia
- Cerro Acotango
- Illimani
- Licancabur
- Nevado Sajama
- Parinacota
- Uturuncu

#### Chili
- Llaima

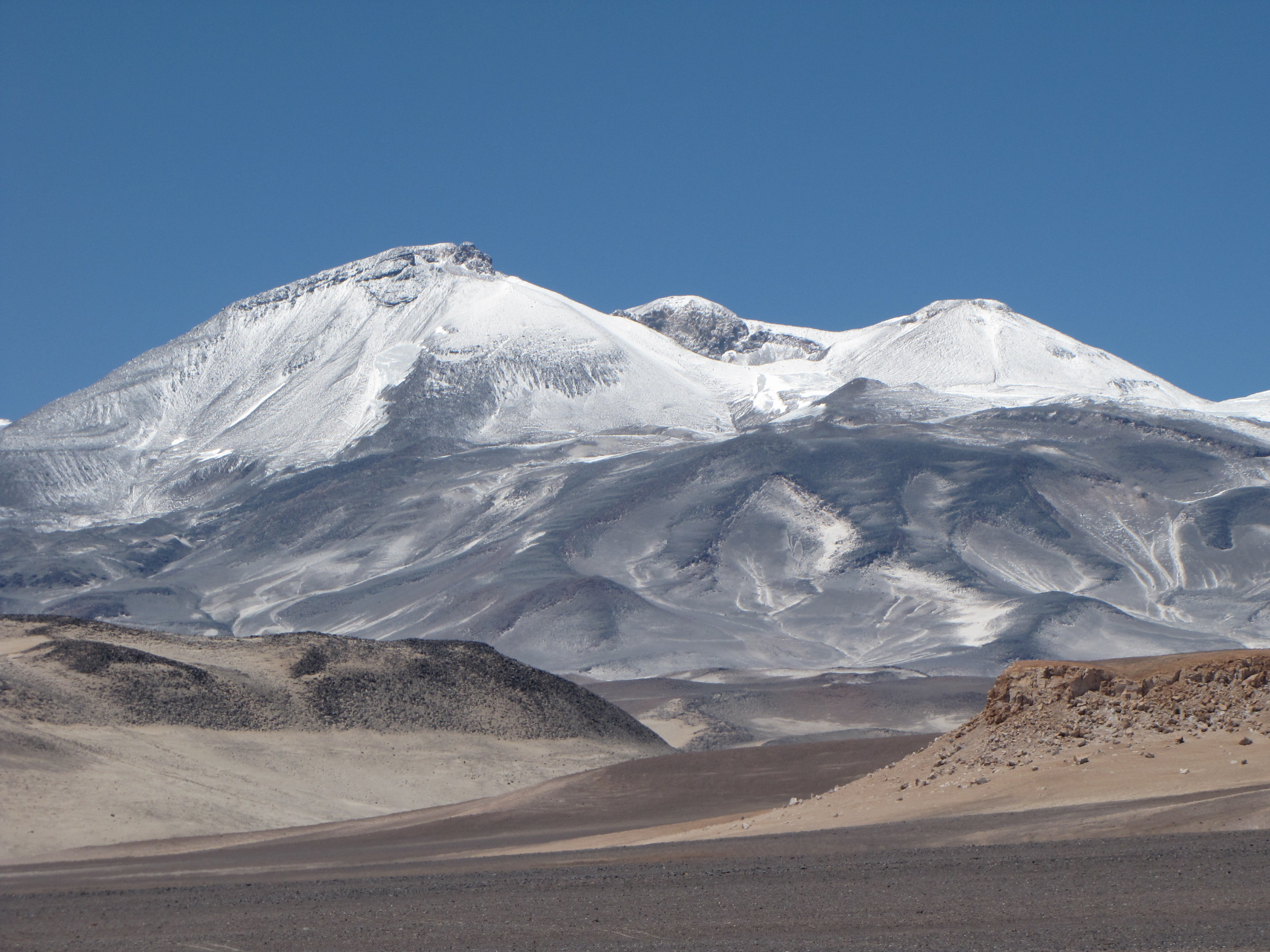
Ojos del Salado

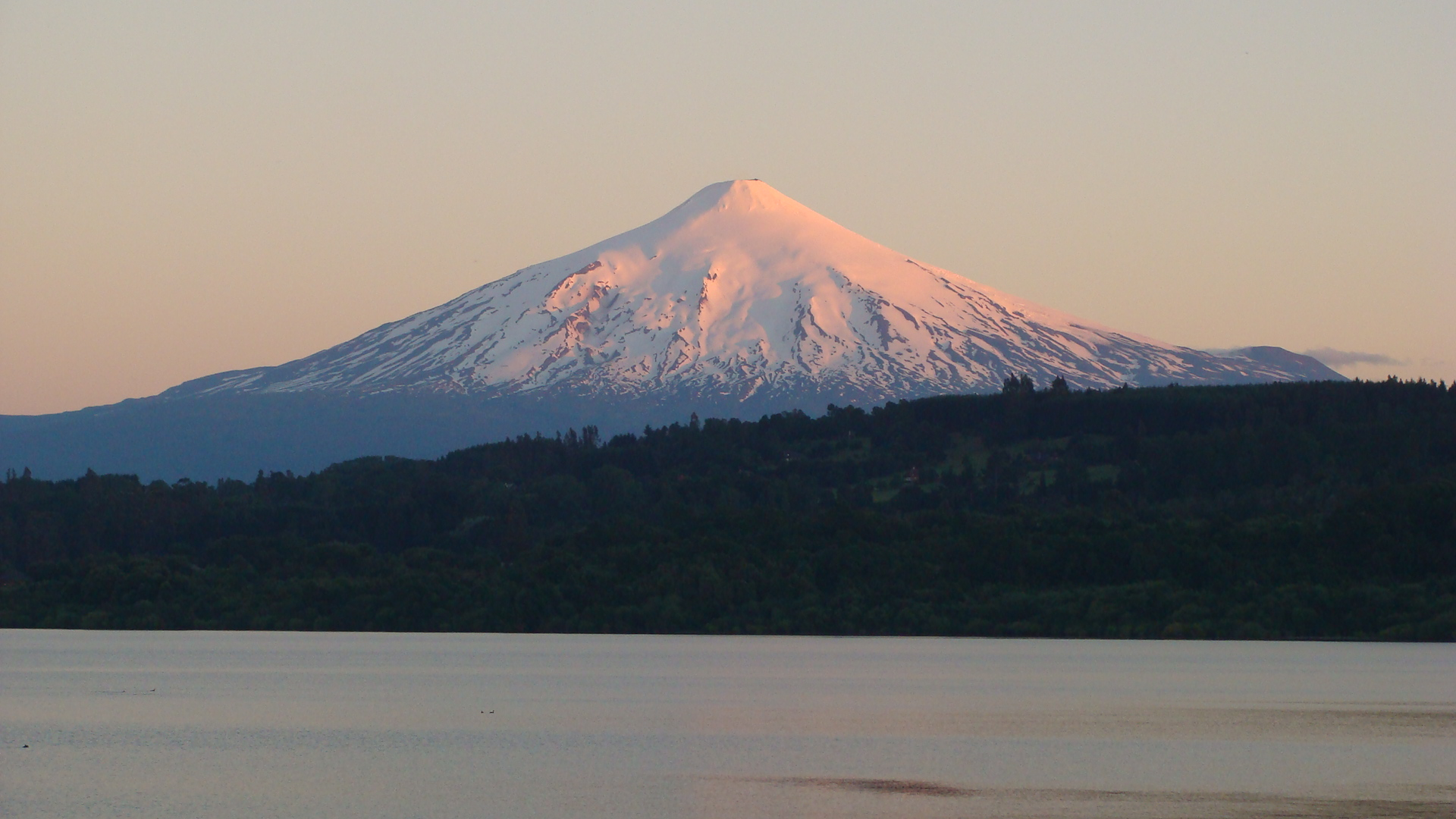
Villarrica, Chili

- Irruputuncu, op de grens tussen Bolivia en Chili
- Ojos del Salado, op de grens tussen Argentinië en Chili. Hoogste vulkaan ter wereld en op een na hoogste berg van Zuid-Amerika.
- Villarrica
- Cerro Arenales
- Calbuco
- Callaqui
- Mount Hudson
- Copahue
- Lascar
- Nevados de Chillán
- Lanín, op de grens tussen Argentinië en Chili
- Acotango, op de grens tussen Bolivia en Chili
- Cerro Solo in Patagonië, op de grens tussen Chili en Argentinië
- Parinacota
- Licancabur
- Sierra Nevada
- Chaitén

#### Colombia
- Azufral
- Cerro Bravo
- Cerro Machín
- Chiles
- Cumbal
- Doña Juana

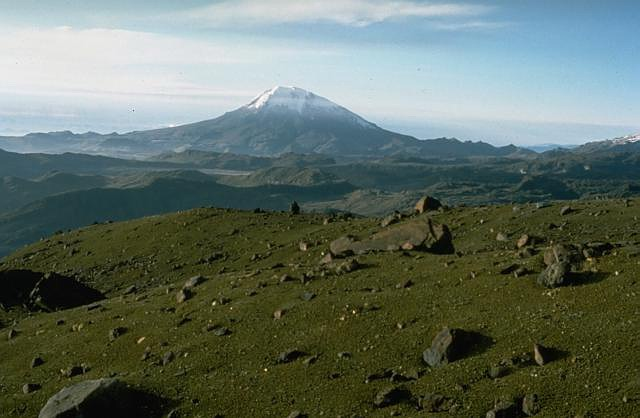
Nevado del Tolima, Colombia

- Galeras, een van de Vulkanen van het Decennium
- Nevado del Huila
- Nevado del Ruiz, bij de eruptie van 1985 ontstond een verwoestende laharstroom die de nabijgelegen plaats Armero verwoestte.
- Nevado del Tolima
- Puracé
- Romeral
- Sotará

#### Ecuador

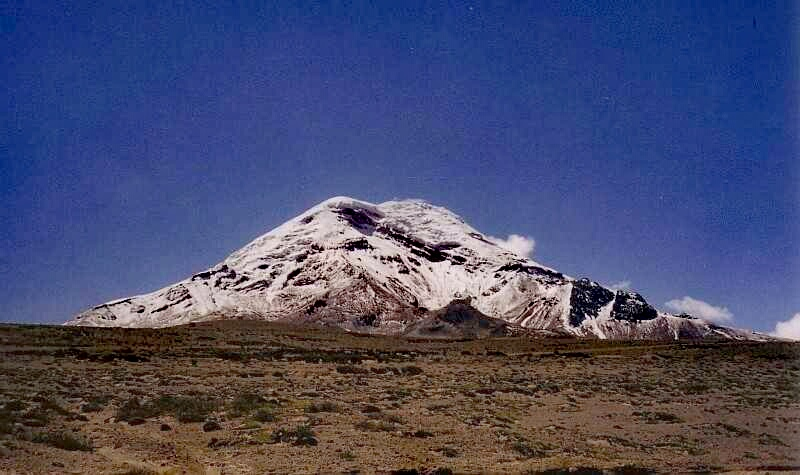
Chimborazo

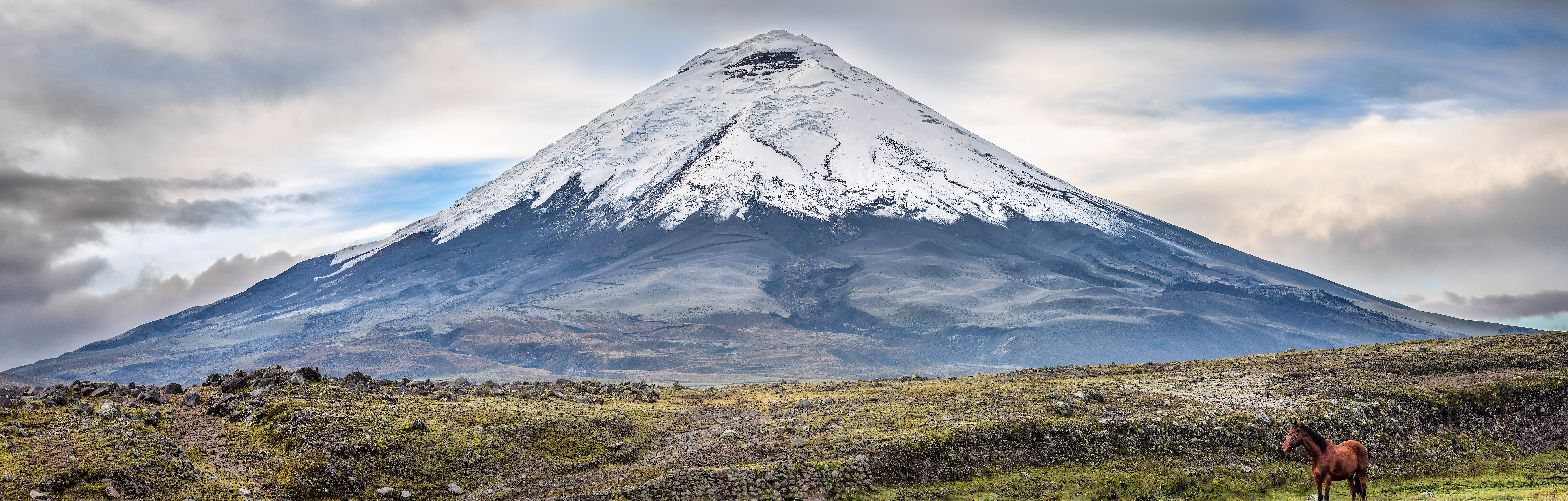
Cotopaxi

- Pichincha
- Tungurahua
- Sangay
- Reventador
- Chimborazo
- Cotopaxi
- Antisana
- Cayambe
- Corazón
- El Altar
- Carihuairazo

#### Peru
- Coropuna
- Huaynaputina

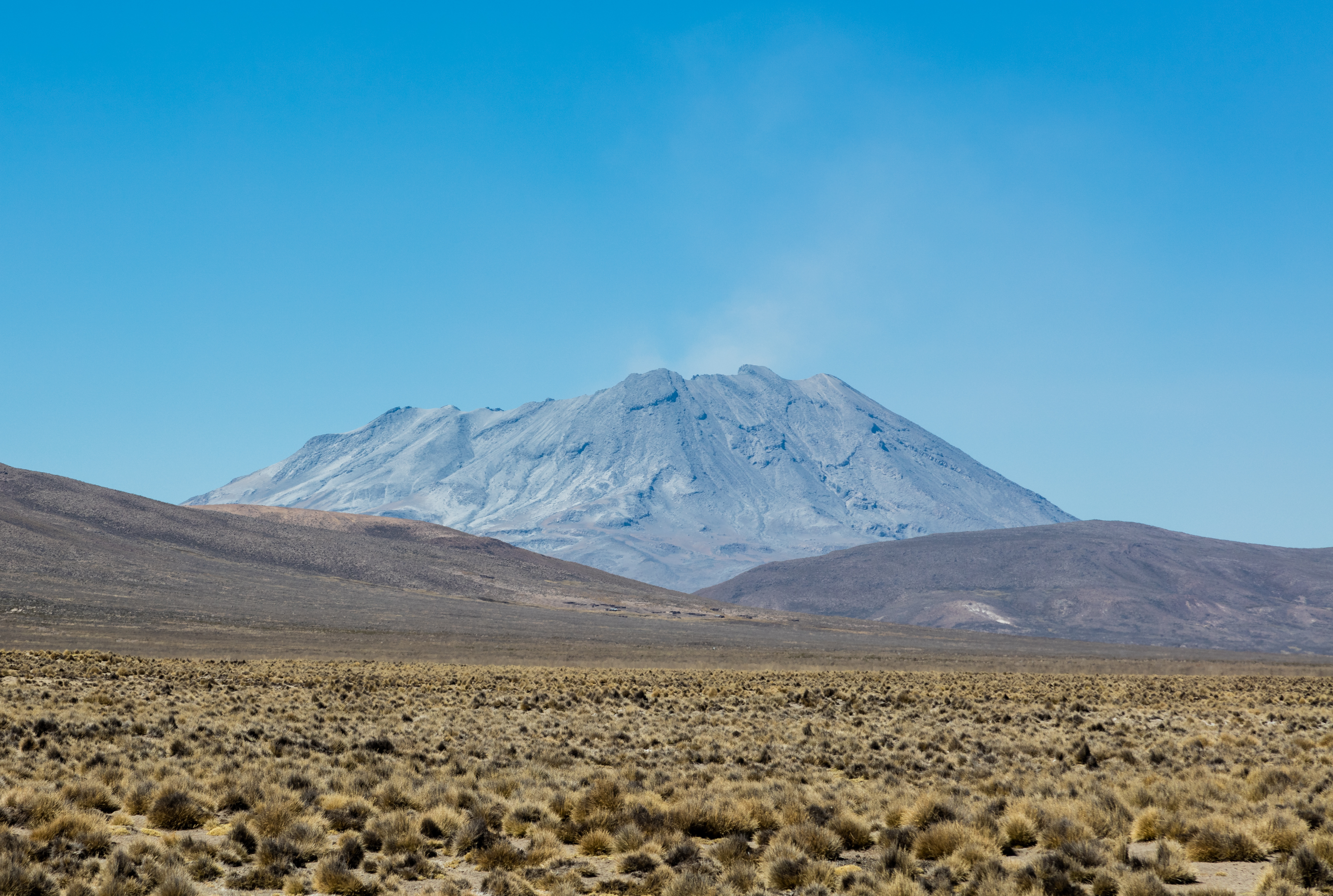
Ubinas

- El Misti nabij de zuidelijke stad Arequipa
- Sabancaya
- Ubinas in Zuidwest-Peru
- Tutupaca
- Yucamane

## Antarctica
- Mount Erebus

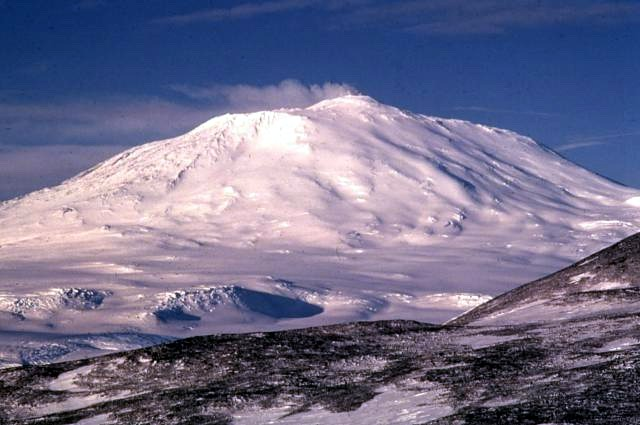
Erebus, Antarctica

- Pinguïneiland in de Zuidelijke Shetlandeilanden
- Mount Bird
- Brown Peak op Sturge
- Mount Discovery
- Mount Harcourt
- Mount Melbourne
- Mount Morning
- Mount Overlord

## Azië

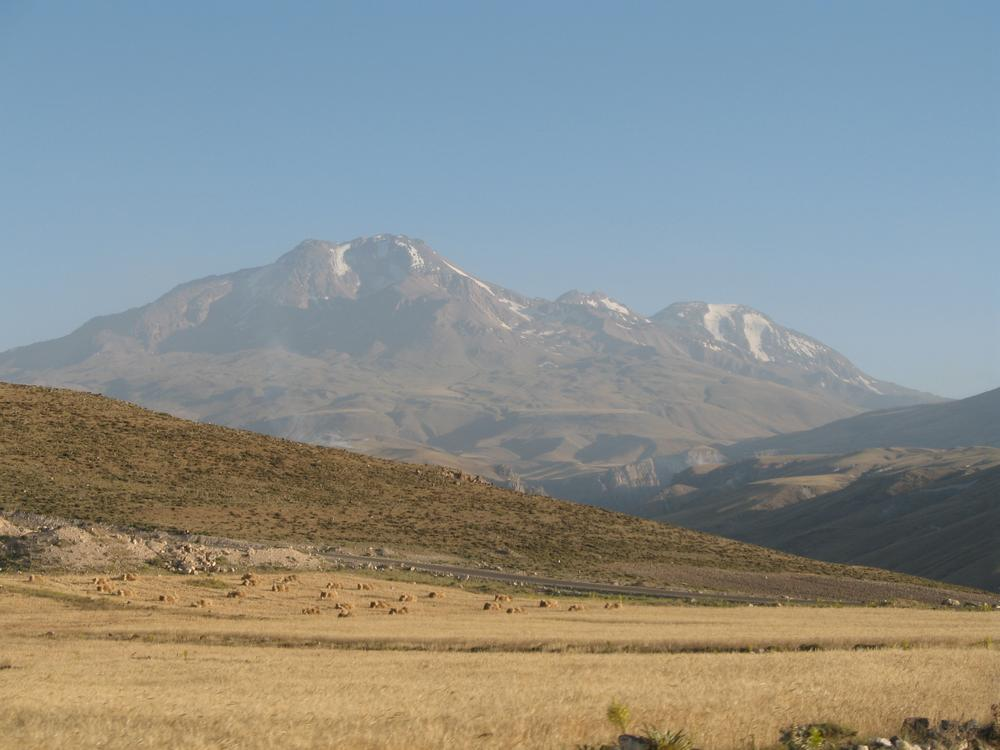
Sabalan in Iran

### West-Azië

#### Iran
- Bazman
- Sahand
- Sabalan
- Damavand, in Māzandarān
- Taftan in de provincie Sistan en Baluchestan

#### Jemen
- Jabal al-Tair, een vulkaaneiland in de Rode Zee voor de kust van Jemen.

#### Turkije

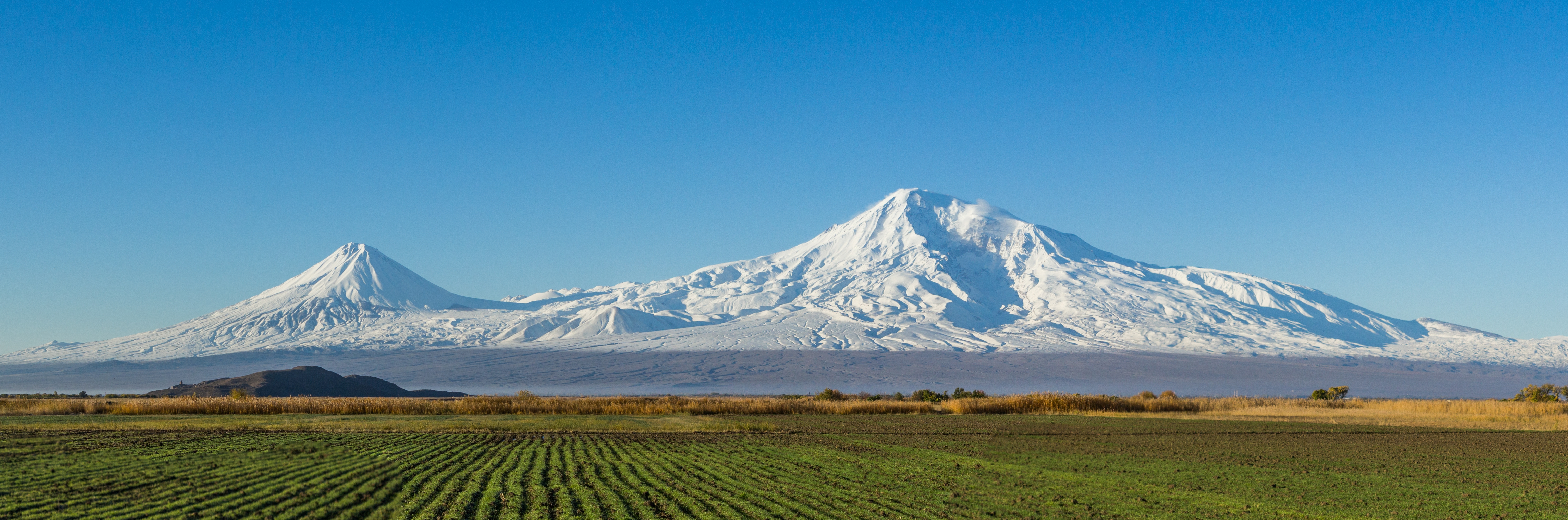
Ararat, Turkije

- Hasan Dağı
- Ararat en Kleine Ararat
- Erciyes

### Zuid-Azië

#### India
- Barren in de Andamanen, de enige actieve vulkaan op het Indisch subcontinent

### Zuidoost-Azië

#### Filipijnen

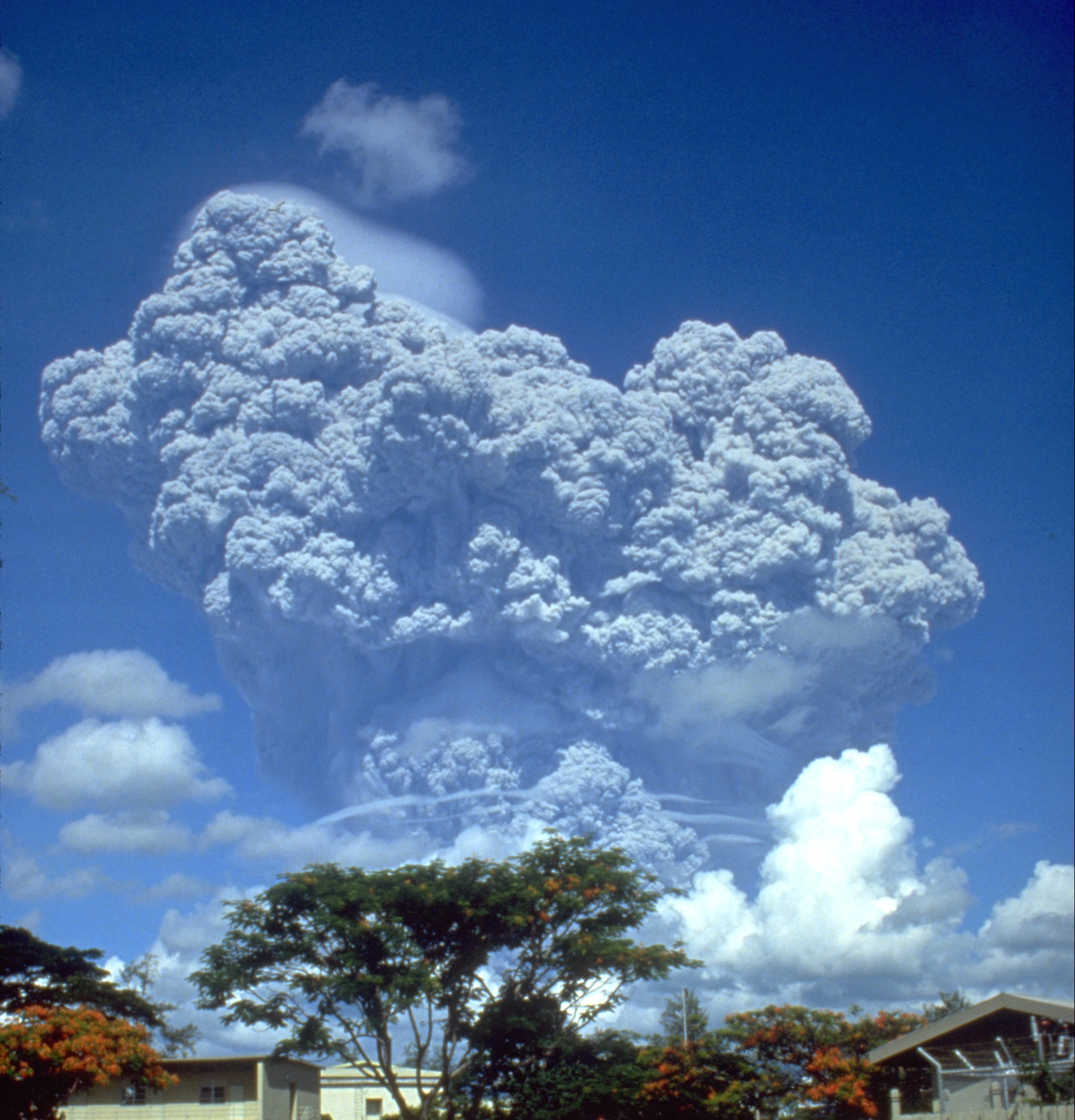
Aspluim van de Pinatubo tijdens de eruptie van juni 1991

- Mayon in Albay, de actiefste vulkaan in de Filipijnen.
- Pinatubo in Zambales. De "kolossale" eruptie van 1991 vormde een caldera, waar later een kratermeer ontstond, had wereldwijde effecten op het klimaat.
- Mount Bulusan in Sorsogon.
- Mount Kanlaon en Mount Talinis op Negros.
- Mount Arayat in Pampanga
- Mount Iriga en Mount Isarog in Camarines Sur .
- Mount Mariveles en Mount Natib in Bataan.
- Mount Malindig in Marinduque.
- Mount Apo bij Davao City, Mindanao; hoogste punt van Filipijnen.
- Mount Makiling in Laguna.
- Mount Banahaw in Quezon, een van de actiefste vulkanen in de Filipijnen. Tijdens de eruptie van 1730 braken de wanden van een kratermeer waardoor de stad Sariaya werd verwoest.

#### Indonesië
- Kerinci en Sinabung op Sumatra
- Rinjani op Lombok

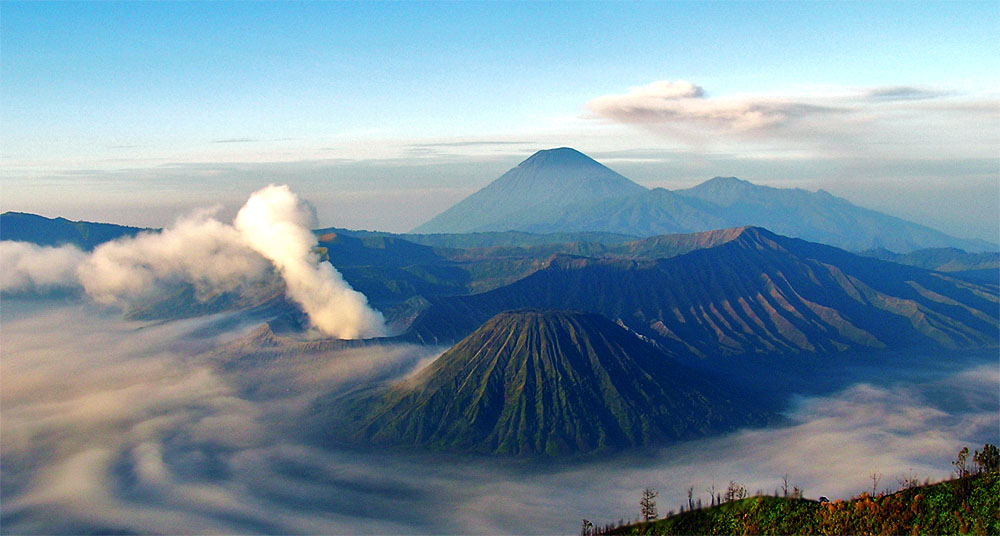
Bromo en Semeru

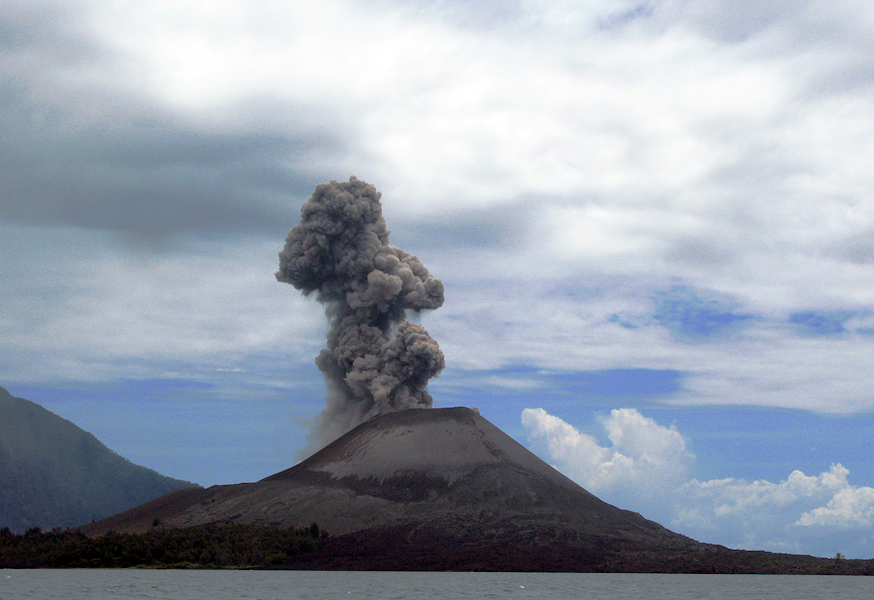
Eruptie van de Anak Krakatau

- Semeru en Bromo in Oost-Java. Samen vormen ze het Nationaal park Bromo Tengger Semeru.
- Agung en Batur op Bali
- Galunggung in West-Java.
- Krakatau. De explosieve eruptie van augustus 1883 leidde tot de vernietiging van het vulkaaneiland. 
  - Anak Krakatau rees in 1927-1930 boven het zeeoppervlak.
- Merapi in Centraal-Java; een van de Vulkanen van het Decennium.
- Tambora op het eiland Sumbawa. De "superkolossale" (VEI 7) eruptie van 1815 had wereldwijde gevolgen voor het klimaat in 1816.
- Kelud in Oost-Java
- Sibayak in Noord-Sumatra.

#### Maleisië
- Bombalai Hill in Sabah, Borneo

### Oost-Azië

#### Japan
- Adatara

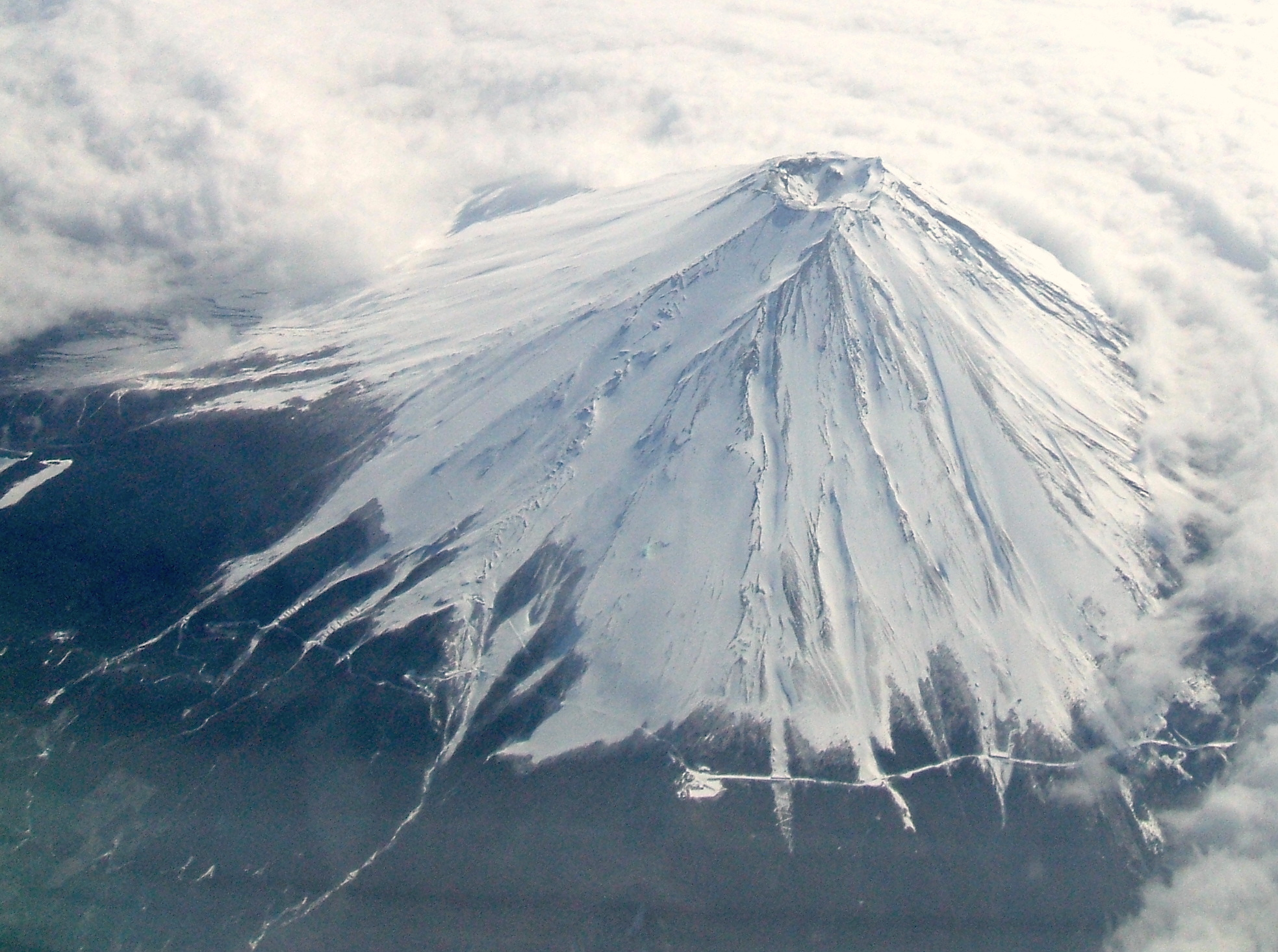
Top van de Fuji

- Aogashima, vulkaaneiland met nieuwe piek in de caldera. Laatste eruptie van 1781-1785.
- Bandai
- Fuji. Hoogste punt van Japan. Laatste eruptie dateert van 1708
- Haruna
- Mihara op Izu Ōshima
- Sakurajima, een van de Vulkanen van het Decennium.
- Unzen, een van de Vulkanen van het Decennium. Laatste eruptie dateert van 1991.
- Yufu

#### Noord-Korea
- Baekdu, op de grens tussen Noord-Korea en China

#### Taiwan
- Guishan

### Noord-Azië

#### Rusland
- Bezymjanny[1]

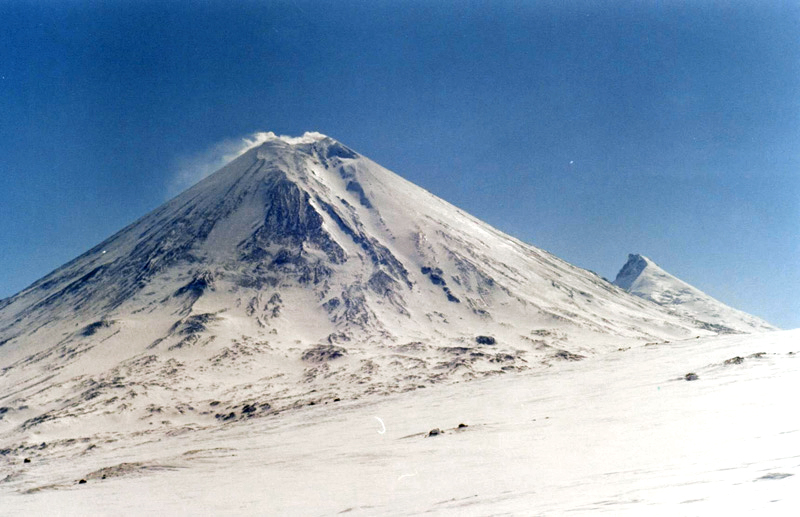
Kljoetsjevskaja Sopka in 2006

- Kljoetsjevskaja Sopka of Kliuchevskoi, in Kamtsjatka, de hoogste vulkaan in Eurazië
- Shiveluch, Kamtsjatka
- Avatsjinskaja Sopka in Kamtsjatka, een van de Vulkanen van het Decennium.
- Korjakskaja Sopka,[2] in Kamtsjatka, tevens een van de Vulkanen van het Decennium.
- Karymskaja Sopka in Kamtsjatka
- Alaid, Atlasov, Koerillen, Sakhalin
- Elbroes in de Kaukasus; hoogste punt van het continent Europa.
- Korjakskaja Sopka in Kraj Kamtsjatka

## Europa

### Kaukasus

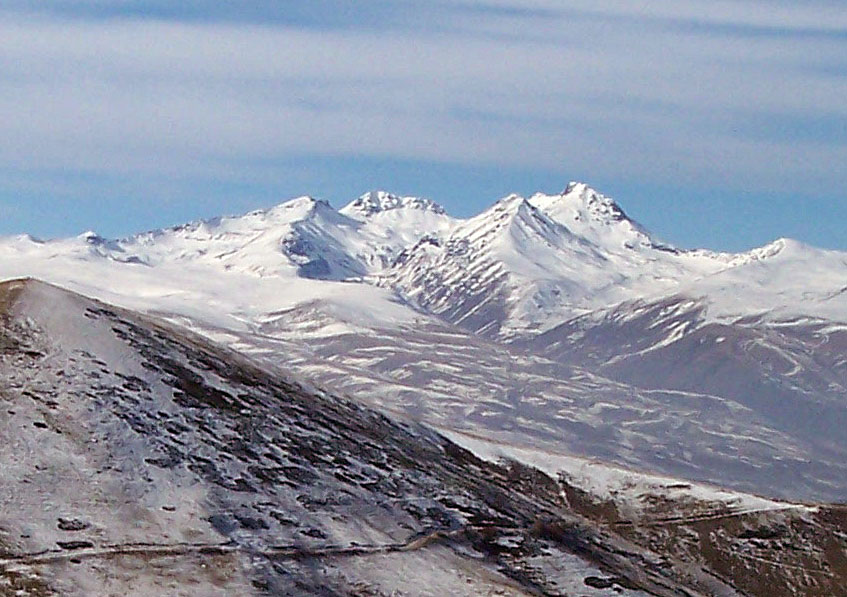
Aragats, Armenië.

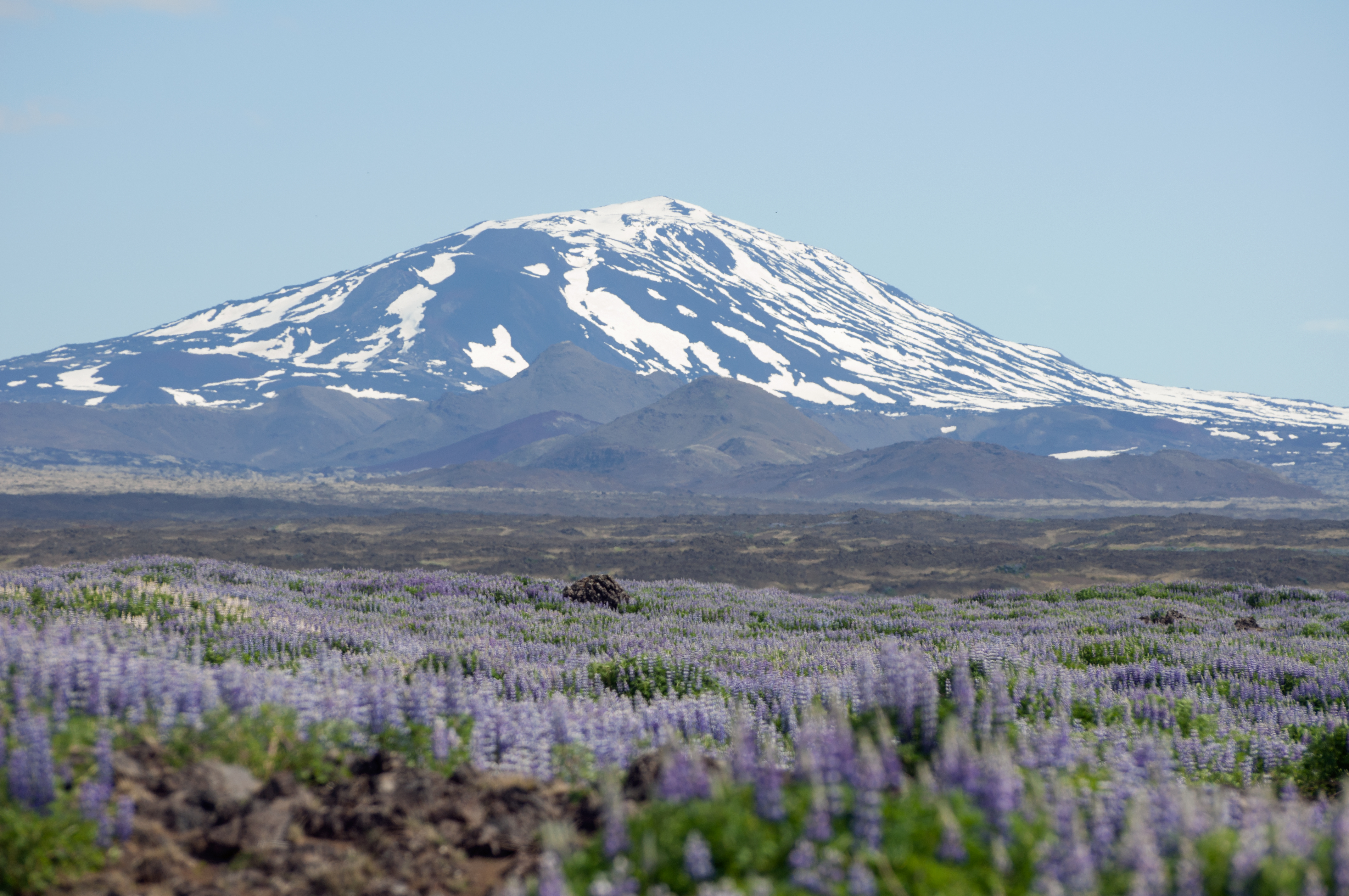
Hekla, IJsland.

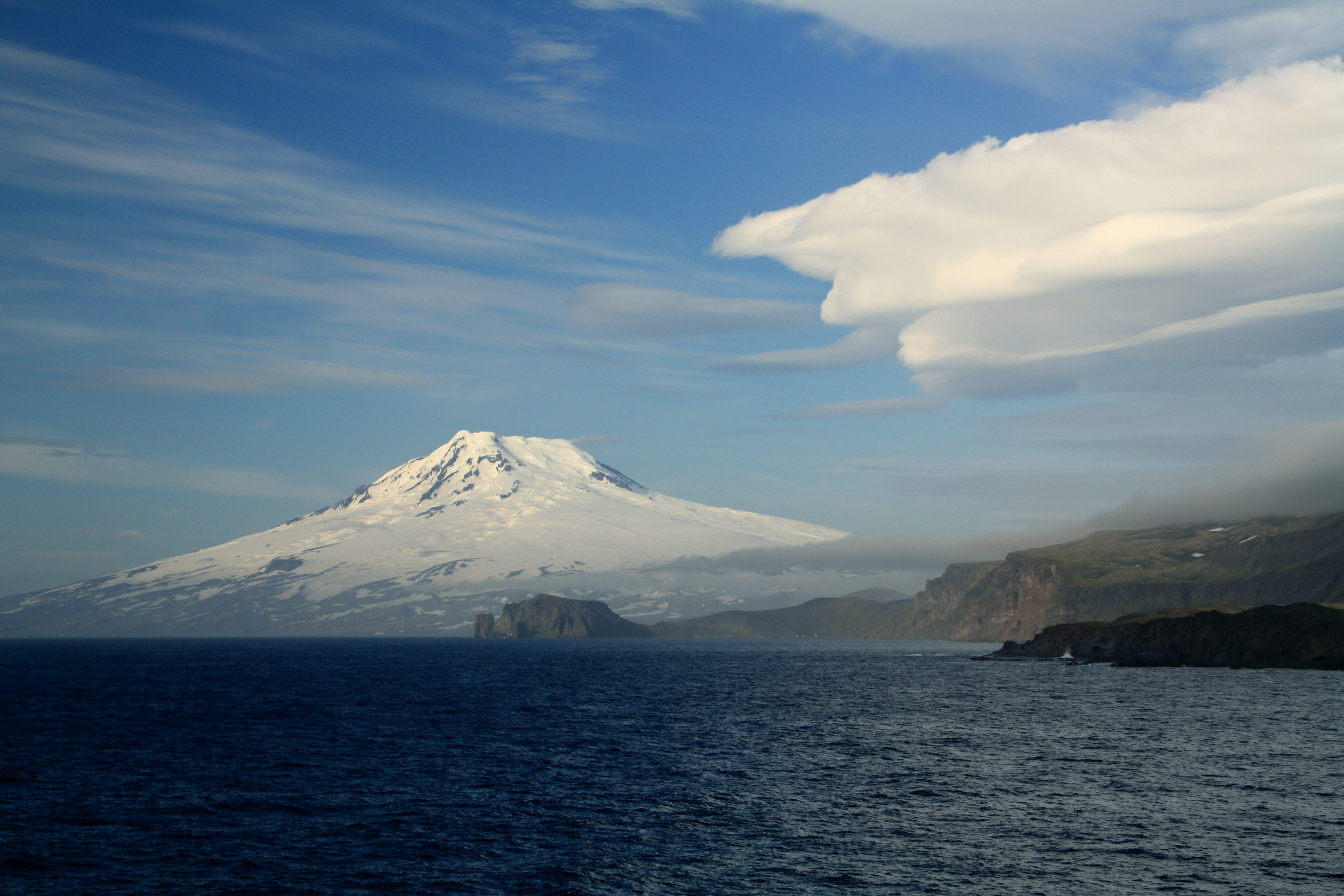
Beerenberg op het Noorse eiland Jan Mayen.

#### Armenië
- Aragats

#### Georgië
- Didi Aboeli
- Emlikli
- Kazbek
- Samsari
- Tavkvetili
- Tsiteli Chati

### Scandinavië

#### IJsland
- Askja
- Bárðarbunga. Laatste eruptie was in 2014-2015.
- Eldfell en Helgafell op het eiland Heimaey
- Eyjafjallajökull. Laatste eruptie was in 2010.
- Hekla
- Kverkfjöll
- Snæfellsjökull
- Öræfajökull

#### Noorwegen
- Beerenberg op Jan Mayen, 's werelds meest noordelijke actieve vulkaan

### West-Europa

#### Frankrijk
- Puy de Sancy, in Auvergne-Rhône-Alpes

#### Italië

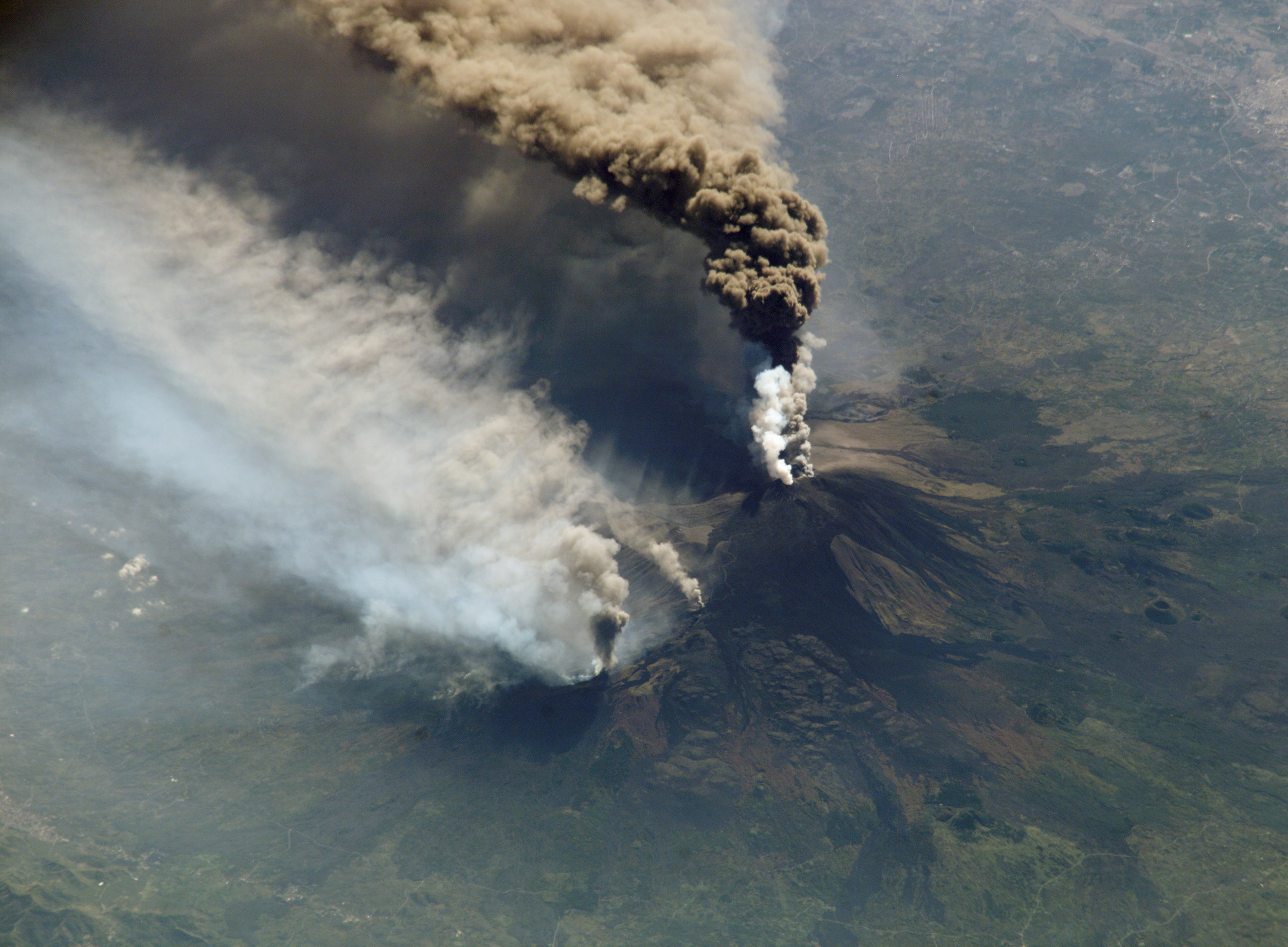
De Etna tijdens de eruptie van 2002. gefotografeerd vanuit het ISS.

- Etna, nabij Catania in Sicilië. Grootste actieve vulkaan in Europa en een van de Vulkanen van het Decennium.
- Vesuvius, in Campania, 9 kilometer ten oosten van Napels. Vooral bekend door de verwoestende eruptie van 24 augustus 79. De laatste uitbarsting was in 1944. Aangewezen als een van de Vulkanen van het Decennium.
- Stromboli en Vulcano, twee van de eolische eilanden. De Stromboli is een van de actiefste vulkanen in Europa. Vulcano's laatste uitbarsting dateert van 1890.
- Albaanse Heuvels, in de gemeente Albano Laziale, 20 kilometer oostelijk van Rome. Laatste eruptie dateert van 5000 v.Chr.

## Oceanië

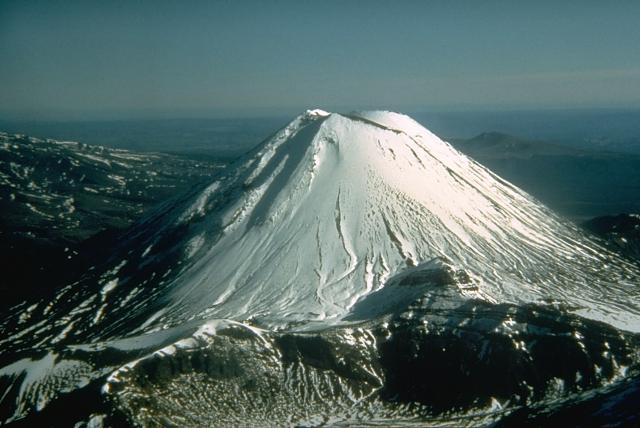
Mount Ngauruhoe, Nieuw-Zeeland.

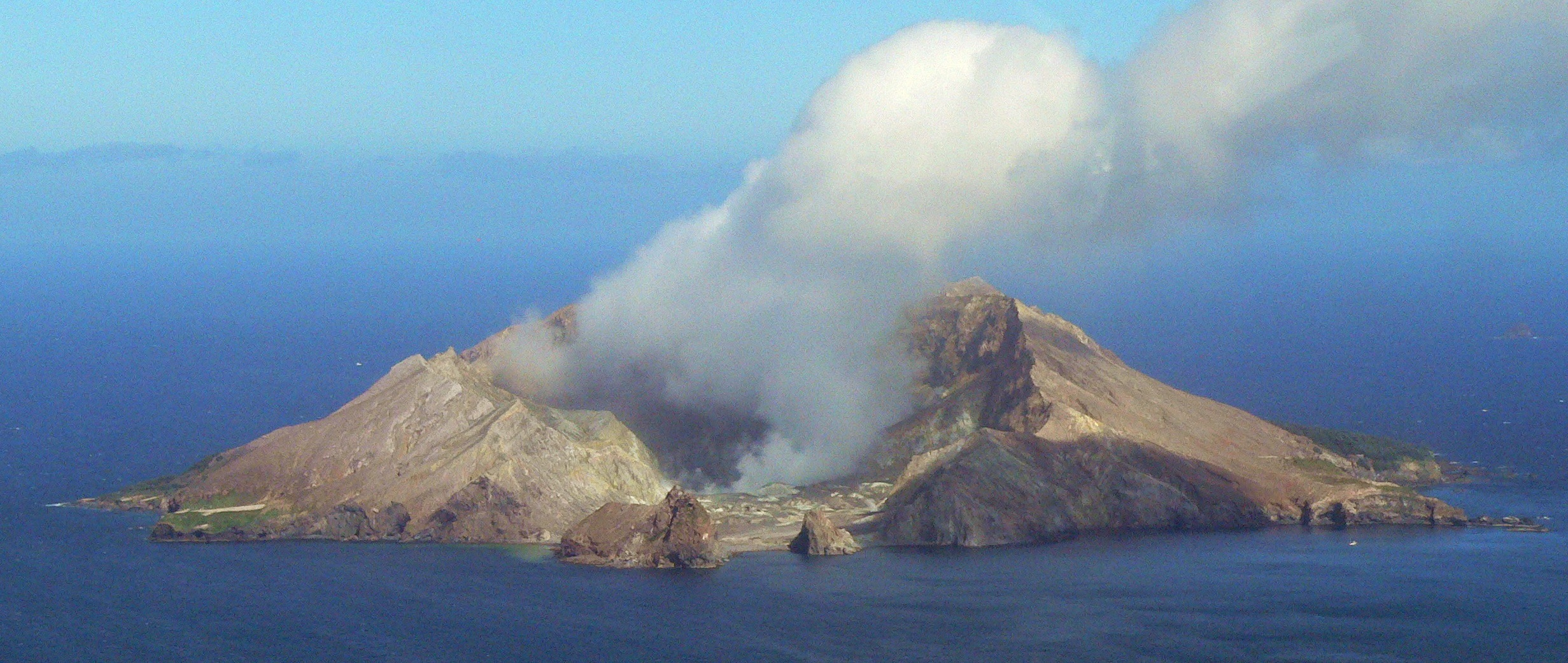
White Island, Nieuw-Zeeland.

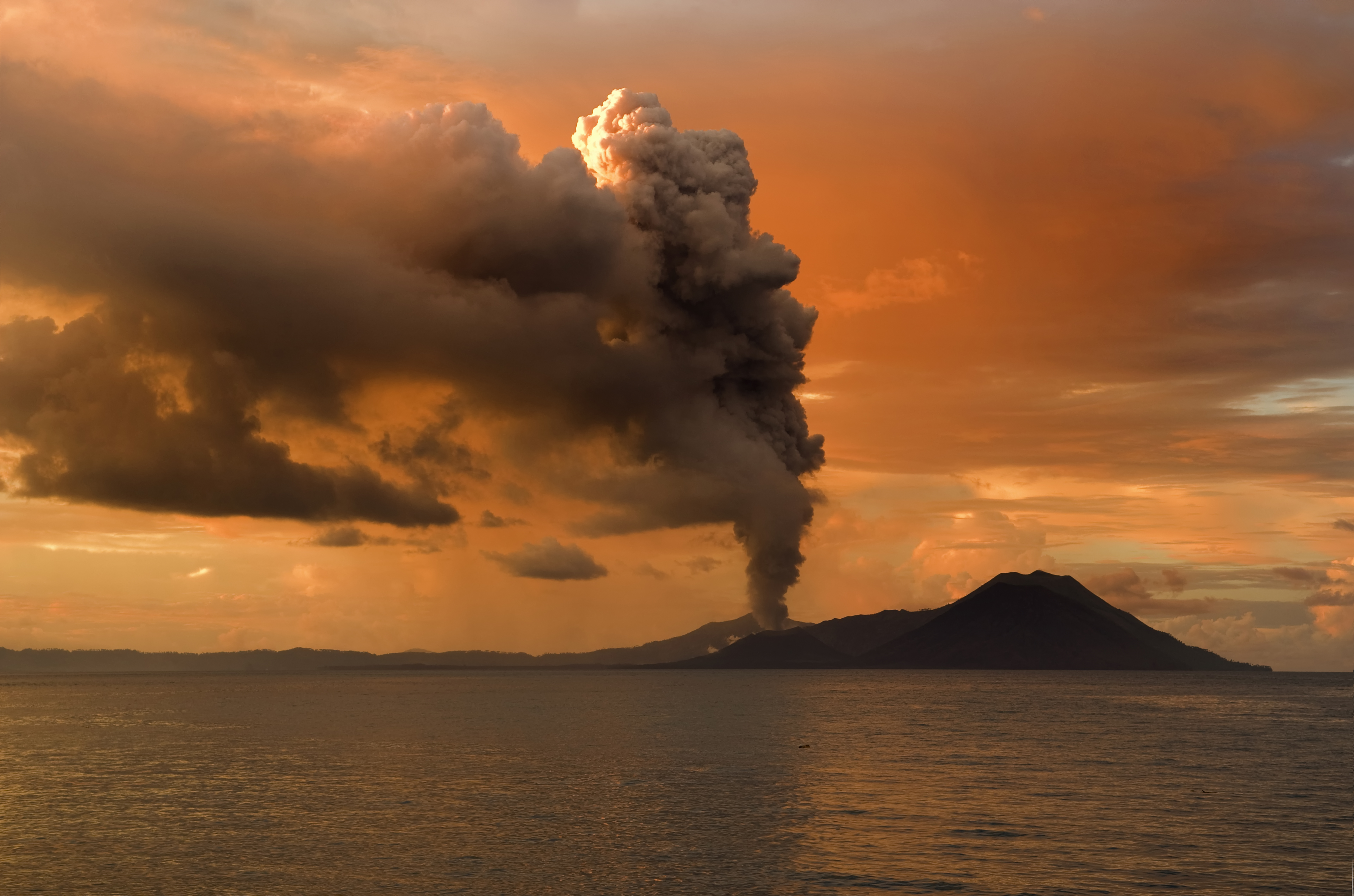
Tavurvur op Rabaul, Papoea-Nieuw-Guinea.

### Noordelijke Marianen
- Anatahan

### Nieuw-Zeeland
- Mount Taranaki/Egmont, in nationaal park Egmont, Noordereiland
- Mount Ngauruhoe, op Noordereiland
- Mount Ruapehu, in nationaal park Tongariro
- White Island/Whakaari, in Bay of Plenty
- Banks-schiereiland, in Christchurch, Zuidereiland

### Papoea-Nieuw-Guinea
- Tavurvur, laatste eruptie was in 2014.
- Ulawun, een van de Vulkanen van het Decennium
- Kadovar, laatste eruptie was in 2018

### Salomonseilanden
- Kolombangara
- Nonda
- Tinakula
- Mount Veve

## Alfabetische lijst

### A
- Acatenango, Guatemala
- Mount Adams, Washington, Verenigde Staten
- Cerro Acotango op de grens van Bolivia en Chili
- Adatara, Japan
- Adwa, Ethiopië
- Agua, Guatemala
- Agung, Indonesië
- Mount Akutan, Alaska, Verenigde Staten
- Alaid, Atlasov, Koerillen, Rusland
- Alid, Eritrea
- Almolonga/Cerro Quemado, Guatemala
- Ambalatungan, Filipijnen
- Anatahan, Noordelijke Marianen
- Antisana, Ecuador
- Aogashima, Japan
- Apo, hoogste punt op de Filipijnen
- Arayat, Filipijnen
- Aragats, Armenië
- Ararat, Turkije
- Arenal, Costa Rica
- Cerro Arenales, Chili
- Askja, IJsland
- Atitlán, Guatemala
- Augustine, Cook Inlet, Alaska, Verenigde Staten
- Avatsjinskaja Sopka in Kamtsjatka, Rusland; een van de Vulkanen van het Decennium.
- Azufral, Colombia

### B
- Mount Bachelor, Oregon, Verenigde Staten
- Back River volcanic complex, Northwest Territories/Nunavut, Canada
- Baekdu, op de grens tussen Noord-Korea en China
- Banahaw, Luzon, Filipijnen
- Bandai, Japan
- Mount Baker, Washington, Verenigde Staten
- Banks-schiereiland, Zuidereiland, Nieuw-Zeeland
- Bárðarbunga, IJsland
- Barreneiland - de enige actieve vulkaan op het Indiase subcontinent
- Barú, Panama
- горы Basoeksi, Tiksi, Rusland
- Bazman, Iran
- Beerenberg, Jan Mayen - de meest noordelijk gelegen vulkaan ter wereld
- Bezymjanny, Rusland
- Mount Bird, Antarctica
- Mount Bisoke, op de grens tussen Rwanda en de Democratische Republiek Congo
- Black Butte, Oregon, Verenigde Staten
- The Black Tusk, Zuidelijk Brits-Columbia, Canada
- Bombalai Hill, Maleisië
- Mount Bona, Alaska, Verenigde Staten
- Borawli, Ethiopië
- Cerro Bravo, Colombia
- Broken Top, Oregon, Verenigde Staten
- Brown Peak op Sturge, Antarctica
- Mount Boucherie, Zuidelijk Brits-Columbia, Canada
- Bromo, Java, Indonesië
- Bulusan, Filipijnen

### C
- Cabalian, Filipijnen
- Cagua, Filipijnen
- Calbuco, Chili
- Callaqui, Chili
- Mount Cameroon, Kameroen
- Carihuairazo, Ecuador
- Cayambe, Ecuador
- Mount Cayley massif, Zuidelijk Brits-Columbia, Canada
- Chaitén, Chili
- Chato, Costa Rica
- Chichontepec, El Salvador
- Chiles, Colombia
- Nevados de Chillán, Chili
- Chimborazo, Ecuador
- Chinameca, El Salvador
- Chingo, op de grens tussen Guatemala en El Salvador
- Mount Churchill, Alaska, Verenigde Staten
- Mount Cleveland, Alaska, Verenigde Staten
- Colima, Mexico; een van de Vulkanen van het Decennium
- Concepción, Nicaragua
- Copahue, Chili
- Coquihalla Mountain, Zuidelijk Brits-Columbia, Canada
- Corazón, Ecuador
- Coropuna, Peru
- Cosigüina, Nicaragua
- Cotopaxi, Ecuador
- Cumbal, Colombia
- Cumbre Vieja op La Palma,  Canarische Eilanden, Spanje

### D
- Dabbahu, Ethiopië
- Damavand, Iran
- Didi Aboeli, Samsarigebergte, (Kleine Kaukasus), Georgië
- Mount Discovery, Antarctica
- Doña Juana, Colombia
- Dubbi, Eritrea

### E
- El Teide op Tenerife, Canarische Eilanden, Spanje; een van de Vulkanen van het Decennium.
- Mount Edziza, Noordelijk Brits-Columbia, Canada
- El Altar, Ecuador
- El Misti, Peru
- El Tigre, Honduras
- El Valle, Panama
- Elbroes, Grote Kaukasus, Rusland; hoogste punt van het continent Europa.
- Eldfell, IJsland
- Emlikli, Dzjavachetigebergte (Kleine Kaukasus), Georgië
- Erciyes, Turkije
- Erebus, Antarctica
- Etna, Sicilië, Italië (gecombineerde schild- en stratovulkaan)
- Eyjafjallajökull, IJsland

### F
- Frosty Peak Volcano, Alaska, Verenigde Staten
- Fuego, Guatemala
- Fuji, Japan

### G
- Mount Gahinga, op de grens tussen Rwanda en Democratische Republiek Congo.
- Galeras, Colombia; een van de Vulkanen van het Decennium.
- Galunggung, Indonesië
- Mount Garibaldi, Zuidelijk Brits-Columbia, Canada
- Glacier Peak, Washington, Verenigde Staten
- Green Mountain, Ascension (eiland)
- Guazapa, El Salvador
- Guishan, Taiwan

### H
- Mount Harcourt, Antarctica
- Haruna, Japan
- Hasan Dağı, Turkije
- Hasan Dağı, Turkije
- Hekla, IJsland
- Helgafell, IJsland
- Mount Hood, Oregon, Verenigde Staten
- Hoodoo Mountain, Noordelijk Brits-Columbia, Canada
- Huaynaputina, Peru
- Mount Hudson, Chili

### I
- Illimani, Bolivia
- Ipala, Guatemala
- Irazu, Costa Rica
- Iriga, Filipijnen
- Irruputuncu, op de grens tussen Bolivia en Chili
- Isarog, Filipijnen
- Isla Zacate Grande, Honduras
- Izalco, El Salvador

### J
- Jabal al-Tair, vulkaaneiland voor de kust van Jemen
- Mount Jefferson, Oregon, Verenigde Staten
- Jumay, Guatemala

### K
- Kadovar, Papoea-Nieuw-Guinea
- Mount Kanlaon, Filipijnen
- Mount Karisimbi, op de grens tussen Rwanda en de Democratische Republiek Congo
- Karymskaja Sopka, Kamtsjatka, Rusland
- Katmai, in het Katmai National Park, Alaska, Verenigde Staten
- Kazbek, Grote Kaukasus, Georgië
- Kelud, Indonesië
- Mount Kenya, Kenia
- Kerinci, Indonesië
- Kilimanjaro, Tanzania; hoogste punt van Afrika
- Klyuchevskaya Sopka of Kliuchevskoi, Kamtsjatka, Rusland; hoogste vulkaan in Eurazië.
- Kolombangara, Salomonseilanden
- Korjakskaja Sopka, Kamtsjatka, Rusland
- Korovin, Alaska, Verenigde Staten
- Koryaksky, Kamtsjatka, Rusland; een van de Vulkanen van het Decennium.
- Krakatau, Indonesië
- Kverkfjöll, IJsland

### L
- La Yeguada, Panama
- Lanín op de grens van Argentinië en Chili
- Lascar, Chili
- Licancabur, Chili
- Llaima, Chili
- Mount Longonot, Kenia

### M
- Cerro Machín, Colombia
- Maderas, Nicaragua
- Masaraga, Filipijnen
- Mayon, Filipijnen
- Merapi, Java, Indonesië; een van de Vulkanen van het Decennium.
- Mihara, Japan
- Mombacho, Nicaragua
- Mont Pelée, Martinique
- Momotombo, Nicaragua
- Morne Diablotins, Dominica
- Morne Watt, Dominica
- Mount Liamuiga, Saint Kitts en Nevis
- Mount Mageik, Alaska, Verenigde Staten
- Mount Makiling, Filipijnen
- Mount Malindig, Filipijnen
- Mount Mariveles
- Mount Meager massif, Zuidelijk Brits-Columbia, Canada
- Mount Melbourne, Antarctica
- Mount McLoughlin, Oregon, Verenigde Staten
- Mount Meru, Tanzania
- Mount Mikeno, Democratische Republiek Congo
- Mount Morning, Antarctica
- Mount Muhabura, op de grens tussen Rwanda en Oeganda
- Mount Scenery, Saba
- Moyuta, Guatemala

### N
- Nabro, Eritrea
- Natib, Filipijnen
- Nevado del Huila, Colombia
- Nevado del Ruiz, Colombia
- Nevado del Tolima, Colombia
- Nevis Peak, Saint Kitts en Nevis
- Ngauruhoe, Noordereiland, Nieuw-Zeeland
- Nonda, Salomonseilanden
- Novarupta, Alaska
- Nyiragongo, Democratische Republiek Congo; een van de Vulkanen van het Decennium

### O
- Ojos del Salado, hoogste vulkaan ter wereld (en op een na hoogste berg van Zuid-Amerika).
- Mount Oku, Kameroen
- Ol Doinyo Lengai, vulkaan in Tanzania
- Öræfajökull, hoogste berg op IJsland
- Mount Overlord, Antarctica

### P
- Parinacota, Chili
- Mount Parker, Filipijnen, heeft een kratermeer die veel op die van Mount Pinatubo lijkt.
- Mount Pavlof, Alaska, Verenigde Staten
- Pacaya, Guatemala
- Mount Pelée, Martinique
- Pichincha, Ecuador
- Pico de Orizaba, Mexico
- Pico do Fogo op Fogo, Kaapverdië
- Mount Pinatubo, Filipijnen
- Pinguïneiland, Antarctica
- Poás, Costa Rica
- Popocatépetl, 70 km ten zuidoosten van Mexico-Stad, Mexico
- Ponta do Pico op Pico, Azoren, Portugal
- Puracé, Colombia
- Puy de Sancy, Frankrijk
- Pocdolbergen, Filipijnen
- Mount Price, Zuidelijk Brits-Columbia, Canada

### Q
- The Quill, Sint Eustatius, Nederland

### R
- Mount Rainier, Washington, Verenigde Staten; een van de Vulkanen van het Decennium.
- Mount Redoubt, Alaska, Verenigde Staten
- Reventador, Ecuador
- Rinjani, Indonesië
- Romeral, Colombia
- Rota, Nicaragua
- Mount Ruapehu, Nieuw-Zeeland

### S
- Sabalan, Iran
- Sabancaya, Peru
- Mount Sabyinyo, markeert de grens tussen Rwanda, Democratische Republiek Congo en Oeganda
- Sahand, Iran
- Nevado Sajama, Bolivia
- Sakurajima, Japan; een van de Vulkanen van het Decennium.
- Samsari, Samsarigebergte (Kleine Kaukasus), Georgië
- San Cristóbal, Nicaragua
- San Francisco Mountain, Arizona, Verenigde Staten
- San Miguel, El Salvador
- San Pedro, Guatemala
- Sangay, Ecuador
- Mount Saint Helens, Washington, Verenigde Staten
- Santa Ana, El Salvador
- Santa María, Guatemala; een van de Vulkanen van het Decennium
- Mount Scott, Oregon, Verenigde Staten
- Semeru, Indonesië
- Mount Shasta, Californië, Verenigde Staten
- Shiveluch, Kamtsjatka, Rusland
- Mount Shishaldin, Alaska, Verenigde Staten
- Sibayak, Indonesië
- Sierra Nevada, Chili
- Siete Orejas, Guatemala
- Sinabung, Noord-Sumatra
- Mount Scenery, Saba, Caribisch Nederland
- Snæfellsjökull, IJsland
- Cerro Solo in Patagonië, op de grens tussen Chili en Argentinië
- Sotará, Colombia
- Soufrière, Montserrat, Caribisch gebied
- La Soufrière, op Saint Vincent en de Grenadines
- La Grande Soufrière, op het eiland Basse-Terre in Guadeloupe
- Stromboli, Italië
- Suchitán, Guatemala

### T
- Taburete, El Salvador
- Tacaná, op grens tussen Guatemala en Mexico
- Taftan, Iran
- Tahual, Guatemala
- Tajumulco, Guatemala; hoogste punt in Centraal-Amerika
- Talinis, Filipijnen
- Tambora, Indonesië
- Mount Taranaki, Noordereiland, Nieuw-Zeeland
- Mount Taylor, New Mexico, Verenigde Staten
- Tavkvetili, Samsarigebergte (Kleine Kaukasus), Georgië
- Tavurvur, Papoea-Nieuw-Guinea
- Tecuamburro, Guatemala
- Telica, Nicaragua
- The Three Sisters, Oregon, Verenigde Staten
- Tinakula, Salomonseilanden
- Tolimán, Guatemala
- Nevado de Toluca, Mexico
- Tsiteli Chati, Charoeligebergte (Grote Kaukasus), Georgië
- Tungurahua, Ecuador
- Turrialba, Costa Rica
- Tutupaca, Peru

### U
- Ubinas, Peru
- Ulawun, Papoea-Nieuw-Guinea; een van de Vulkanen van het Decennium
- Unzen, Japan; een van de Vulkanen van het Decennium
- Uturuncu, Bolivia

### V
- Vesuvius, Italië
- Villarrica, Chili
- Mount Veve, Salomonseilanden
- Mount Vsevidof, Alaska, Verenigde Staten

### W
- White Island/Whakaari, in Bay of Plenty, Nieuw-Zeeland

### Y
- Yucamane, Peru
- Yufu, Japan